# ジュエルペット てぃんくる☆
『ジュエルペット てぃんくる☆』（Jewelpet Twinkle☆）は、日本のテレビアニメ。サンリオとセガトイズによるキャラクター「ジュエルペット」アニメシリーズの第2期として、2010年4月3日から2011年4月2日までテレビ東京系列にて放送された。全52話 + 特別編1話。キャッチコピーは「女の子は誰でもステキな魔法使い!」。

## 概要
前作である『ジュエルペット』から、製作局がテレビ大阪から系列キー局のテレビ東京に変更され、それに伴い、テレビ東京以外の系列他局ではローカルセールス枠扱いとなった。なお、キー局での放送枠は前作までの日曜日9:30 - 10:00枠から土曜日9:30 - 10:00枠に移動した。関東圏のみ字幕放送。
前作から人間のキャラクターは大幅に変更され、一部のジュエルペットの性格や魔法も前作から変更されたが、個々のジュエルペットが持つ宝石パワーなど、原作と共通する設定も前作と変わっていない。世界観は前作と直接的な接点はなく、シリーズの繋がりについても一切言及されていない。更に「学園物」のテイストを色濃く取り入れジュエルランドの「魔法学校」という製品の基本背景を生かしたシリーズ構成になり、「魔法学校への入学から卒業まで」を一貫して描いているのが特徴。他のシリーズに比べてファンタジー色が強く、シリアスなストーリーとなっている。恋愛要素も強い。
前作とは打って変わって主要スタッフは一部を除いて全て一新しており、本作には2007年放送の『ななついろ★ドロップス』のメインスタッフ（シリーズ構成 - 島田満、キャラクターデザイン - 伊部由起子、監督 - 山本天志、音響監督 - 岩浪美和）が集結しており、制作に当たっている。またサブライターには山田隆司、江夏由結は前作より引き続き参加している。国内物販では、前期より大幅に売上が伸びた。

## あらすじ
魔法の国ジュエルランドでは魔法学校の始業式が始まったころ、新入生のルビーが登校してくる。新入生の魔法入学試験を受けさせるのをすっかり忘れていたモルダヴァイト校長は、この場で試験を行うことを決定する。ルビーは試験を受けるが魔法のコントロールが上手く行かなかったため不合格。しかし別の入学試験の方法として、レアレア界へ行きルビー自身のパートナーの女の子を見つけ出し、2人一緒に魔法学校に入学できれば入学試験合格と言い渡される。レアレア界へやってきたルビーは、小学校の始業式に行く途中だった小学6年生のレアレアの女の子、桜あかりと運命的な出会いをはたす。

## ジュエルランド
女王ジュエリーナが魔法でつくったという国。すべてが宝石でできているといわれる。天上には大小二つの月が輝き、小さな月には何か秘密が隠されているらしい。上空には「ジュエルランドリング」と呼ばれる輪が存在し、地上からは白色の虹のように見える。ジュエルランドでは、人間の住む世界のことをレアレア界と呼び、レアレア界にすむ人間をレアレアと呼ぶ。
この世界に住むジュエルペットは、生まれながらに魔法を使う能力を持っている。この世界には魔法を教える学校が点在し、その1つである「魔法学校」に主人公は通うことになる。ジュエルペットが魔法学校へ入学するためにはパートナーとなるレアレアを見つける必要がある。
ジュエルペットはパートナーを幸せにすることが最大の幸せであり、パートナーの夢と元気がジュエルペットのパワーの素になっている。パートナーが元気がなくなるとジュエルペットも元気がなくなり、特にひどいときは熱を出して昏睡状態におちいることもある。
ジュエルペットにはジュエルポッドというアイテムが与えられる。このアイテムを使うことで、レアレア界へ行くことのできる魔法陣を取り出したり、レアレアの位置を調べたりすることができる。
時間の進み方は、ジュエルランドとレアレア界とでは変わらない。レアレア界でジュエルポッドを用いてジュエルランドへ行き、再びジュエルポッドを用いてレアレア界へ戻った場合のみ、レアレア界を出発した時刻へ戻ることができる。生き別れのアルマと祐馬が互いの世界で同じように成長しているのもこのため。ジュエルポッドでレアレア界からジュエルランドへ移動する瞬間は時がほぼ止まるといった性質がある。

### 行事
ジュエルスターグランプリ
ジュエルランド中の魔法使いが競い合う魔法コンテストで、ジュエルストーンを12個集めた者だけが出場できる。ジュエルストーンを12個集めた者がある人数に達すると、魔法学校にあるジュエルフラワー（登場する生き物や植物参照）が咲き、その時がジュエルスターグランプリの開催となる。その「ある人数」というのはフラワーの気分次第なので、一定周期により開催されるものではない。
マジカルチョコレートデーの日には一日休止する。
競技内容のジャンルは様々であり、そのためジュエルストーン獲得以外にも洋菓子やドレスを作れるようになっていなければならない。競技形式は魔法使いによる1対1のトーナメント方式で、あかり達が出場している今大会の出場者32人を2回の予選で8人まで絞り、その8人でまた1対1の決勝戦を行う。なお、グランプリはたとえWパートナーが認められた者であってもジュエルペットとレアレアの1人ずつのペアでしか出場できない。また、対戦の際に魔法で相手を直接傷つけることは禁じられている。禁じられた魔法を使ってもいけないのだが、実態を知る者がほとんどいないためにその判別は難しい。
ジュエルスターグランプリに出場した生徒は、出身魔法学校を卒業する事になり、魔力を失うため、二度とジュエルランドに来る事ができなくなる。ただし、ジュエルペット達がレアレア界へ行く事はできるので、卒業後もパートナーのジュエルペットと会う事は可能である。
優勝した者はジュエルスターになれる。ジュエルスターになればティアラと共に3つの願いを叶える魔法「ミラクルジュエルマジック」（アイテム参照）が与えられる。
夜の週
ジュエルランドの夜は1週間も続く。ジュエルランドでの時間の流れはレアレア界と同じく24時間だが、朝は3日間、夕方も3日間、昼は2週間も続く。つまり朝から夜になるまで1か月もかかる。
ニュームーン
新月のこと。ニュームーンの日になると、魔法が使えなくなってしまう。
夏祭り
夏至の日を祝うために4年に1度、ジュエルランドで開催されるお祭り。一日中夕方になる3日間に開催され、夜の週になった直後に大花火大会が催されてからお祭りは閉幕する。日が暮れるまでの間、ジュエルストーンを持っている者は魔力が強まり、一度だけ「サマージュエルマジック」（登場する魔法参照）が使える。
ジュエルスノーナイト
仲の良い双子の妖精・空の妖精エアルリーナと大地の妖精テュッティーナの伝説に彩られた特別な雪が降る夜。
空と大地に別れて暮らすことになった双子の妖精がお互いの幸せを願い、エアルリーナは空から大地へ雪を降らせ、その雪を受け取ったテュッティーナは大地から空へ虹を掛けたと言われている。以来、ジュエルランドではこの日に世界中の人々の幸せを祈るようになった。
夜明け前のほんのわずかな間に三重の巨大な虹が地平線から天へと掛かり、人々のささやかな願いや祈りが大きな虹色の雪の結晶へと託され、日の出と共に天まで届けられる。
また、妖精達は今もジュエルランドに魔法を掛けており、お互い離れ離れでも強い絆で結ばれた者達にはこの日に奇跡が起こると言われている。この奇跡によりオパールは短期間ながらも祐馬と再会を果たし、祐馬の誕生日を共に祝った。
マジカルチョコレートデー
女の子が好きな男の子にチョコレートで告白する日のこと。レアレア界のバレンタインデーに当たる。この日はジュエルスターグランプリは休止となる。

## 魔法学校
魔法学校はジュエルペットとパートナーのレアレアが魔法を勉強する場所であり、建物の奥行きはモルダヴァイト校長の魔法の力で見た目以上に広くなっている。広い校舎には不思議な部屋がいっぱいあり、誰も知らない秘密の部屋もあるらしい。
魔法学校の七不思議
魔法学校に古くから伝わっている不思議。「誰もいないはずの教室から聞こえてくる悪魔のうめき声」「月夜に漂う悪魔の霧」「真夜中に彷徨うびしょ濡れの生徒」「増える銅像の謎」「真夜中に勝手に鳴るピアノ」「鐘つき堂の階段が夜になると増える」「七不思議を探していると誰か1人増えている」など。
魔法学校の鐘
魔法で作られた特別な鐘で、12年経つと魔法がとけて壊れてしまう。壊れるとモルダヴァイド校長先生でも直すことができず、直すには鐘に選ばれたたった1人の生徒が魔法で直すしかない。
タイムトリップのゲート
7年に1度、鐘撞堂に開く過去や未来に行ける扉。ただしゲートを開く魔法は禁じられているうえに、開けるのはとても難しく、レオンですらできない。ラブラの力と共鳴したことで偶然ミリアが開けてしまい、そのことで母親が歌手になった切っ掛けと本心を知ることになる。
旧校舎
今は使われていない、昔の魔法学校。暗くて不気味な場所で一部生徒には怖がられており、生徒は誰も近寄らず、入るのもモルダヴァイド校長先生たちが禁じているので、気軽に入ることもできない。禁断の魔法書や、魔法の鏡などさまざまな曰く付きのアイテムが眠っているとの噂がある。

## 登場人物
本作ではあかりを中心に人物側をメインにしており、ジュエルペットは準キャストになる。物語の舞台は魔法の国ジュエルランドがメインとなっている。

### 主要人物
※主要人物の生年月日などの出典はOPアニメより。
桜 あかり（さくら あかり）
声 - 高森奈津美
Wパートナー：ルビー、ラブラ
（レアレア側の）主人公。7月22日生まれの蟹座で、血液型はA型。身長153cm。体重は非公開。12歳（初登場時は11歳）の女の子で、ウィンストン学園初等部6年2組。またジュエルランドでは魔法学校の6年生（初登場時は1年生）。神奈川県出身。始業式の登校途中に海辺の近くでルビーと出会い、魔法学校に招かれルビーと共に入学をする。怖い話が苦手。当初は祐馬にあいさつすることを目標としており第7話で達成する。第41話でジュエルストーンを12個集め、ジュエルスターグランプリ出場を決める。最終話でウィンストン学園初等部を卒業し、祐馬、アルマと共にウィンストン学園中等部に進学する。
幼いころは泣き虫で気が弱く、家族を心配させていた。それに加えて、成長してからは姉のモニカにコンプレックスを持つようになる。留守番を押しつけられて家では1人ぼっちでいることが多い上に、母に姉の仕事の都合で約束を破られてしまったり、学校においては姉との比較で蔑ろにされがちになったことで、内向的で引っ込み思案になり、無意識にモニカを避ける場面が度々見られるようになった。しかし、第33話にて姉妹での互いの気持ちをさらけ出して和解し、女優を目指すモニカを応援するようになった。モニカに少し似ている。派手ではないが、可愛らしい容姿をしている。
レアレア界では奥手で消極的な面が強いが、根は素直で明るい性格の持ち主。ジュエルランドでは誰も自身の家庭の事情を知らないため、素の自分を曝け出して振る舞うことができている。また、自身の過去の境遇から仲間外れにされてしまうことを強く恐れており、ミリアと沙羅が自身を避けていると勘違いした際には、泣き出してしまったこともあった。
試行錯誤の末に漫画家を目指すようになり、漫画コンクールで恋愛ものを描こうとしたが挫折。しかしその後ルビーやラブラを題材とした4コマが祐馬たちに受け、学級新聞にも載るようになる。ウィンストン学園の学園祭では、魔法学校で身につけた意志の強さと決断力で、リーダーの麻衣と揉めていた実行委員の級友たちをまとめ、クラスの漫画展を成功させた。漫画展の打ち合わせに参加したメンバーたちとはその後も良好な関係を続けている。
運動が苦手な彼女は4年生のころ、練習していた縄跳びの二重跳びがうまくできずに諦めようとしていたとき、近くでロングシュートの練習をしていた祐馬が好きになった。バスケットに詳しい一面もある。二学期から、祐馬と共に図書委員となる。
第33話の最後で祐馬に「祐馬にふさわしい女の子になる」と告白するが、恥ずかしさの余り逃げ出してしまった。
第45話で祐馬から告白の返事をされるがその前に祐馬が言った言葉に感激しすぎて返事の内容を聞いておらずルビーとラブラを落胆させた。
第51話でアルマとフェアリーナをバッデストの呪縛から解き、ジュエルスターとなる。
2012年公開の『映画ジュエルペット スウィーツダンスプリンセス』にてゲスト（カメオ）出演。当作品のオープニング中、ジュエルランド内で祐馬とデートをしている姿で再登場している。このとき急ぎで空と飛ぶルビーを目撃している。
ミリア・マリーゴールド・マッケンジー
声 - 竹達彩奈
Wパートナー：ガーネット、サンゴ
アメリカ出身の、自称8歳の女の子。1月16日生まれで、血液型はB型。身長・体重はどちらも非公開。
魔法学校の6年生（初登場時は2年生）。あかりと同様に2匹のパートナーを持つ。日本のアニメが好きな影響で猫耳の形をした髪飾りをつけており、自宅の部屋にはアニメ関連のフィギュアやポスターが飾られている。
「KMB（「完全無欠の美少女」の略）」を自称するが、沙羅（後述）と体が入れ替わったときには、「KYO（空気が読めないおバカなミリア）」と間違われた。
当初はあかりに先輩風を吹かせていたが、自分の起こしたトラブルの処理で魔法を上達させたあかりの実力を認め、彼女の行う人助けには進んで協力している。また、あかりを失うことを内心では強く恐れており、あかりが沙羅と急接近した殊に動揺したり、魔法が使えなくなったことであかりがジュエルランドに来られなくなった際には、不安で沈み込み、また来られるようになった際は泣きながら彼女に抱きついている。
沙羅やニコラにもタメ口を利く高飛車な性格でプライドが高いが、根は優しい。またドジで泣き虫な一面を持っている。レオンに想いを寄せているが、子供扱いされることを不満に思っている。物事に積極的であるため、あかりから羨ましがられている。たまに菓子を作って持ってくるが、必ずといっていいほど失敗する。
当初は自分の失敗を認められないことを沙羅に責められて罵り合いになることが多かった。あかりの助けで沙羅との関係は改善されたものの、沙羅を実験オタクと呼ぶ癖はなかなか治らなかった。
第42話でジュエルスターグランプリエントリー直前にジュエルストーン12個獲得し、グランプリ出場を果たす。準決勝第1試合であかりと当たり敗れ、ベスト4となる。試合後はお互いが感じている長所を告白し合い抱擁する。
美少女シンガーになる夢を持ち、エレキギターを弾くことができる。父親とは5年間会っていないが本人はあまり気にしていない様子。初めてのオーディションには母親から「特別な」ドレスをプレゼントされ臨んでいる。魔法学校卒業後、オーディションに優勝している。
特別編では沙羅と共に日本へやって来てあかりたちと再会するが、予定より早く来日した。
沙羅（さら）
声 - 片岡あづさ
パートナー：サフィー
日本人とインド人のハーフで、13歳の少女。9月9日生まれで、血液型はAB型。身長・体重は不明だが、あかりよりも背は高い。フルネームや出身地は不明。魔法学校の6年生（初登場時は4年生）。メガネをかけている。
クールで沈着冷静な性格で、年下に厳しく振舞っているが、本当は人づきあいが分からないだけである。魔法物理学のトップの成績者であるが、魔法を科学的にしか理解できていないため、当初は4年生止まりとなっていた。あかりが自身の研究に付き合ってくれたのをきっかけに、彼女と親しくなれた模様で、その後もあかりたちを気遣う行動に出ることが多くなり、進級もできるようになった。じゃんけんに弱く、くじ運がないらしい。さらに第21話、第46話から、露出度の高い服装はあまり好きではないらしい。ただし第21話では、魔法物理学を教えることを口実に、ドレスをパーティー用に貸してもらおうとしたこともある。
第31話で、レアレア界では政府研究機関の実験室でサフィーと2人っきりで暮らしていることが判明。幼いころに両親と離れて研究機関に入り、それ以来両親とは直接会っていない。母親からプレゼントされた花の鉢植えを花が枯れても大切に持っているが、第31話のときは再会を諦めかけており、これをあかりに知られてしまったため、友達不信に陥ってしまった。しかし、あかりが必死で沙羅のために枯れた花をよみがえらせる魔法をかけるのを見て、自分も実は母親との再会を信じ続けていたことに気づき、あかりと協力して魔法を成功させ、家族との再会をさらに強く確信した。魔法学校を卒業するころに両親に手紙を出し、卒業後に両親と再会を果たす。この時の描写から父親がインド人で、母親が日本人であることが判明した。
自分を実験オタクと罵倒するミリアとは喧嘩になることが多いが、あかり自身のピンチやあかりが提案した人助けの際には進んで協力している。ニコラには成績呪文を争うライバルと見なされているが、沙羅自身は日頃の彼の言動を不快に感じていることもあり、サフィーの着ぐるみを着せてからかったこともある。一方でバッデスト封印の際に見せたニコラの誠意を認めて、激励の言葉をかけてもいる。
キノコ（特に傘の裏側のヒダヒダ）が嫌いで目の前に現れると我を忘れ暴れてしまう。しかし第41話ではキノコ族の争いを和解させ、ジュエルストーンを12個獲得しあかりとともにジュエルスターグランプリの出場資格者となる。
準決勝第2回戦でアルマの魔法の弱点を突きとめようとするも敗退する。しかし勝負が決まる寸前で、アルマには使えずあかりに使える魔法の存在に気付いた。

### 魔法学校の生徒
ニコラ
声 - 大原桃子
パートナー：チターナ
魔法学校の6年生（初登場時は4年生）。高飛車で生意気な性格の男の子で、性根は臆病である。無神経な面もあり、魔法がうまく使えないという理由だけで、ラブラをジュエルペットではないと貶し泣かしている。その一方、陰で後悔するが謝れないなど、優しくも不器用な一面がある。バッデスト封印の際には自分が臆病者であると自覚していることを告白した。
虚栄心が強く、自身を「天才少年」と言い何かとそれを誇示したがる傾向があり、当初はあかりとルビーを「落ちこぼれペア」と呼んでおりそのことが原因でミリアや沙羅の反感を買うこともあった。次第にあかりに助けられるようになり、あかりの5年生進級を機に普通にあかりとも仲良く接している。陰ながら努力はしているようであり順調にジュエルストーンを集め、第41話ではレオンに引き続き男子で2人目のジュエルスターグランプリ出場者となる。
沙羅をライバルとみなしていたが、それは好意の裏返しだった。彼女からはあまり相手にされていない上に、サフィーに似た着ぐるみを着せられるなど、からかいの対象にもなっていたが、ジュエルスターグランプリ出場決定を機にライバルとして認められた模様。更に告白までした。
ロシアでは天才少年ピアニストとして有名で、その実力は数々のコンクールで優勝できるほど。ニコラが優勝することでインタビューなどに応じることしか考えていない母がおり、自身以上に虚栄心の強い彼女からは恥をかかせないために優勝するようにと命じられている。練習をやめるにやめられず泣きながらピアノを弾いていたとき、チターナと出逢った。初めてニコラのピアノが大好きだと言ったチターナをとても大切にしている。
ジュエルスターグランプリでは予選1回戦でレオンと当たり、ジュエルホッケーで一歩も譲らない勝負を繰り広げるがレオンに敗れ脱落する。試合後、眼鏡好きであることが、チターナとのやりとりで判明した。
レオン
声 - 赤羽根健治 / 金田アキ（幼少時代）
パートナー：ディアン
魔法学校の6年生（初登場時は5年生）。オーストリア生まれで、貴族階級出身の少年。人当たりの良い性格で、責任感が強く面倒見も良いため、生徒たちが引き起こすトラブルの後処理を大抵は彼が行っている。特に好意を寄せられているミリアのことは可愛がっており、彼女が騒動を起こした際には、あかりと共に頭を下げている。
貴族ではあるが舞踏会やパーティといった堅苦しいものや派手な衣装はあまり好みではなく、あえて魔法学校に通学している。
ジュエルランドの国王になりジュエルランドと人間の世界を平和に導く夢を持つ。魔法学校卒業後はオリンピックの（背景に五輪のマークがあることから）大会で優勝している。
幼少時代、ロジャーという名の犬を飼っていたが、父と狩猟に伴った際に山で遭難し彼を助けるために犠牲になった。初めは親友を失ったこと、犠牲にさせてしまったことに自分を責めて泣いていたが、ディアンに励まされ、ロジャーに恥ずかしくない強い人間になりたいと願うようになった。自分の体を省みずに無茶をすることが多く、他者を信頼する心が欠けているとドラゴンや校長から指摘されたこともあった。しかし、第35話でこの短所を克服し、ジュエルストーン12個目を獲得。あかりたちが通う魔法学校では初の男子のジュエルスターグランプリ出場資格者となった。
ジュエルスターグランプリ準々決勝第4回試合でバッデストの魔法を宿しパワーアップしたアルマと対峙し敗れる。
アルマ
声 - 高本めぐみ
Wパートナー：ダイアナ、オパール
この物語においての唯一の悪役。魔法学校の在学生でありあかりを見守る祐馬そっくりな中性的な姿をした謎の人物。ダイアナと行動を共にする。ジュエルペットがいなくても魔法が使え、本来唱える必要がある予備呪文を唱えなくても魔法を発動できる。魔法学校の生徒たちを寄せ付けない実力の持ち主である。ダイアナからは「ジュエルランド最高の魔法使い」と称されている。
幼い頃レアレアの子ども達にいじめられたことから周囲に打ち解けようとせず心を閉ざし、旧校舎に引き籠っていた。短気で寂しがりやだが優しい心の持ち主。祐馬とあかり、パートナーのジュエルペット以外の者には地声を使わずに会話をしている。
正体は祐馬の双子の姉であり、幼いころ母親が永遠の眠りについて以来、2人分の魔力を持っていたアルマを祐馬と共にレアレアに残すのは危険だと判断され、ジュエリーナの手によってアルマだけモルダヴァイド校長とハーライト先生の所へ預けられた。祐馬と引き離し、フェアリーナが眠りについたのは全てジュエリーナのせいだと思いこんでおり、復讐の狂気に取りつかれている。
実は祐馬の分を含めて魔力がアルマの方のみに存在する。そのため祐馬自身に魔法力はないが、アルマは2人分の自分の力だけではコントロールできないほどの強い魔力を持っていたため、強い魔法を使うたびに命が擦り切れてしまう。祐馬がそばにいると彼女の魔力は極端に増加する。オパールの力で男の子の姿をしていたのは気が強く持てるかららしい。母親を目覚めさせる為、禁断の魔法書・バッデストを探している。
当初は影からあかりたちを静観していた。あかりたちの前に初めて姿を現したのは第23話で、その後自分の素性やバッデストを探していることを話す。魔法の鏡でバッデストのカギを入手した後、バッデストを探し当てることに反対していたオパールをジュエルチャームに変えそのまま消息を絶つ。その後第36話で「エンジェライト」のジュエルチャームを使ってレアレア界を訪れ、祐馬と対峙する。さらに祐馬の予知夢でバッデストの在り処を突き止め、祐馬をジュエルランドへ誘拐する。あかりの説得や祐馬の制止も聞き入れずバッデストの封印を解く。その際バッデストの魔法がアルマの体内に入り込み、アルマはバッデストの一部を手に入れることに成功する。あかりたちが再び封印に成功した後は、ダイアナとともに一旦姿を消す。
その後ジュエルスターグランプリで、「ライヤ」という偽名で出場。予選でヒルデの魔法力を吸い取って完封勝ちし、あかりからオパールのジュエルチャームを奪う。準々決勝第4試合でレオンを、準決勝第2試合で沙羅を下す。レオンとの試合後にジュエリーナを跪かせ、ジュエルランド全てを支配するという野望を明かした。
バッデストの影響で髪の色が黒から銀色へ変色している。性格も優しい部分が消え、残虐かつ冷酷となる。
決勝戦であかりと戦う際に自身の憎しみや悲しみを増幅させ、バッデストが強大化する。その時にダイアナが犠牲となり深い絶望感に陥り、とうとうバッデストに取り込まれその心臓となってしまい抜け殻状態のようになる。あかりの活躍でバッデストの呪縛から解け、元に戻る。その後彼女の魔法力は消滅し、フェアリーナと祐馬とともにレアレア界で暮らすようになり、花屋を営む母の手伝いをしている。あかりや祐馬と同じウィンストン学園中等部に入学する。レアレア界での名字は、双子の祐馬と同じ神内（じんない）。本名は神内アルマとなる。
特別編ではどの部活に入部するかを考えているが、あかりの漫画が批評されたことや、通りがかりの生徒にあかりを中傷されたことに反発し、「友達なんていらない」と言うなど、周囲と上手く馴染めていない様子が描かれている。しかし、あかりの説得により笑顔を取り戻し、彼女にバスケットボール部への入部を勧められる。
12月27日生まれの山羊座。血液型はAB型。身長は157cm。体重は不明。好きな食べ物はショートケーキ。
ジュディ
声 - 金元寿子
パートナー：プレーズ
あかりがラングーラの魔法を練習していたときに出会った少女。12年前の世界から現代に迷い込み、偶然あかりと知り合う。
魔法学校の元生徒にして鐘つき係。またジュエルスターグランプリの前回の優勝者でもある。
自分の魔法に関して自信がなく、同じ悩みや共通点のあるあかりと仲良くなった。その後タイムスリップを繰り返すあかりと幾度も出会い、交友を深めることになる。内気なところがあるが他人思いで心優しい性格の持ち主。
12年前に魔法の鐘が壊れてしまった際、当時の鐘つき係だったジュディが修復を試みることになる。初めは魔法できちんと直せるか不安にしていたが、あかりに励まされ、魔法を成功させた。

### 魔法学校の講師・先生
モルダヴァイト校長
声 - 下崎紘史
パートナー：リン
ジュエルペット以外の人物としては第1期に引き続き登場。ジュエルペットたちが通っていた学校の校長。眠気癖がある。趣味はカラオケだが、お世辞にも歌唱力が良いとは言えない。かなり長命で、最低でも256歳を越えているらしい。
魔法通販で変な魔法グッズを買っては騒ぎを起こしている。魔法グッズ以外でも、勝手に魔法薬を混ぜたせいでミリアと沙羅の中身が入れ替わったり、エカナイトについた嘘をごまかそうとサルファーとレオンを決闘させたりと、トラブルをよく起こす。
レアレアに対して良い感情を持っていないアルマをあかりたちに会わせるのはまだ早いと思い、あかりたちにアルマの存在を黙っていた。
ジュエルスターグランプリでは彼を含め、各魔法学校の校長6人が審査員となっており、その全員が同じ容姿と声をしている。ただし、性格や服の配色は異なる（第1シリーズの教職員の魔女をモチーフにしている）。
ハーライト先生
声 - 石橋美佳
Wパートナー：ミルキィ、ルナ
ジュエルペットたちが通っていた学校の女性の先生で、校長同様に第1期に引き続き登場。
あかりの予想の付かない秘めたる潜在能力に興味を持つ。
校長のやりすぎた行動に天誅を加えることが多い。
サルファー先生
声 - 高坂篤志
パートナー：トール
ジュエルペットたちが通っていた学校の男性の先生。家事や料理系の魔法が得意。
新任教師で、魔法物理学担当。ドジで怖がりで落ち込みやすい性格。教師としては普通だが、実力や勉学に関してはレオンや沙羅の方が上である。教師になれたのは、彼の母親であるエカナイトがモルダヴァイト校長に紹介したことによるコネ。
イケメンバトルでは、あかりたちの浄化魔法とトールのイケメン魔法による影響で、人格が別人のように変わりチャームの魔法（ルビーとラブラもチャームにかかり、あかりは魔法が使用不可になった）や剣を自在に操るなどレオンを凌ぐほどの真の実力を見せつけたが、彼の母親エカナイトにより正気を取り戻した。
掃除洗濯、ご飯作り、ケーキ作りは全部トールに任されていたようで、得意。
第1期に登場した同名の人物と容姿が近似し、声優や立場も同じだが、本作では子供のような外見となっている（ただし、本人曰く「大人」であるらしい）。たまにあかりたちの魔法や幽霊で第1期以上のイケメンになって登場することもある。
アメトリン、トリスティン
声 - 井口裕香（両者とも）
ジュエルペットたちが通っていた二人の学校の女性の先生。擬人化した猫のような姿をしているがジュエルペットなのかは不明（彼女たちの名前は宝石名である）。
ルビーに魔法アイテムジュエルポッドとレアレアドロップを手渡す。
街でお店を開いており、ペガサスの羽根でできたペンや、魔法ハーブなどさまざまな魔法グッズを取り扱っている。
2012年放送のシリーズ4期『ジュエルペット きら☆デコッ!』第14話にてアベニューと共にゲスト出演。劇中で行われたミスジュエルタウンコンテストの参加者として再登場している。

### エクセレント学園の生徒
マリアンヌ
声 - 釘宮理恵
パートナー：カイヤ
「セレブリティエンジェル」を自称する少女。妹たちも含めてフランス出身。フルネームは「マリアンヌ・グランマニエルショコラ・ジュリアンジェリー」。通称「マジカルエンジェルズ」のリーダー格で、3姉妹の長女。金髪に赤い大きなリボンをしている。
高飛車な性格で自分の容姿や魔法に対して誇りを持っている。周りを軽蔑する態度をとるがパートナーのカイヤが勝負に負けたと知ると仇をとろうとするなどパートナー思いの一面もある。また何度も助けられているあかりのことを一目置いている節もあり、助けられた際には礼を言ったり自分の不正の勝利を告白するなど潔い一面もある。レオンとはレアレア界のパーティで会ったことがあり、強い憧れを抱いている。ジュエルストーンを12個集め、ジュエルスターグランプリ出場を確定させている。呪文を唱えずに、指を鳴らすだけで魔法を使える。「超優等生だけど、超超変」とルビーに称され、ジュエルスターグランプリではルビーに「マリちゃん」という愛称までつけられた。
ジュエルスターグランプリ決勝トーナメント第3試合であかりと対決。表向きは勝利するが、カイヤが行った不正を告白しあかりに勝利を譲り渡す。
カトリーヌ
声 - 松嵜麗
パートナー：リル
「セクシーエンジェル」を自称する少女。フルネームは「カトリーヌ・グランマニエルショコラ・ジュリアンジェリー」。ルビーからは「カトちゃん」と呼ばれている。「マジカルエンジェルズ」の一員で、3姉妹の次女。紫色でまとめた大きな花の髪飾りとドレスを着ている。初登場時に集めていたジュエルストーンは10個。現在では12個集め、ジュエルスターグランプリ出場が確定している。
ジュエルスターグランプリ予選第1回戦であかりとルビーペアに当たり、スイーツバトルで敗北する。「マジカルエンジェルズ」で最初の脱落者となる。
アンジェリーナ
声 - MAKO
パートナー：アメリ
「メイドエンジェル」を自称する少女。フルネームは「アンジェリーナ・グランマニエルショコラ・ジュリアンジェリー」。ルビーからは「アンちゃん」と呼ばれている。「マジカルエンジェルズ」の一員で、3姉妹の三女。歳はミリアと近い。ツインテールをピンク色のリボンで結わい、メイド服によく似たドレスを着ている。初登場時に集めていたジュエルストーンは9個、第22話では10個、第42話では12個全て揃えジュエルスターグランプリ出場を決めている。
ジュエルスターグランプリ決勝戦第1試合のドレス対決でミリアと対決。最初は魔法力でミリアを圧倒するが、ミリアが家族や仲間の温かさを想いに込めたドレスで大逆転勝利をおさめ敗北する。その後ミリアのことを認め仲良くなる。
ガンホ
声 - 下崎紘史
パートナー：ユーク
エクセレント学園の最強男子と言われている男子生徒。筋肉質な体型でなお且つ巨体、ジュエルフラッシュ時には屈強な鎧に身を包む。マリアンヌ曰く、その巨体から繰り出される魔法力でブラックドラゴンを手玉にとったり、学園に落ちてきた隕石を素手で粉々にしたという。
予選第2回戦であかり・ルビーチームと当たるが、競技種目の針穴糸通しで完敗する。これによりかなり不器用であることが判明する。
更にこの勝負で、あかりは名門エクセレント学園の生徒を、引き続き予選で連続して撃破している。

### その他キャラクター（ジュエルランド）
ジュエリーナ
声 - 高梁碧
魔法の国ジュエルランドを統べる女王。夢を希望に満ち溢れるレアレア界の人間を愛す。
強すぎる力を持っていたアルマを魔法使いとして健やかに育ててほしいと願い、モルダヴァイド校長先生とハーライト先生に預けた。アルマを気にしているらしく、「いつか素晴らしい魔力を持ったレアレアの女の子（あかりの事）がアルマの運命を変えるだろう」と予言を残している。
ジョリー&メリー
ジュエルネットハラダのイメージキャラクター。白い毛並みに青い服を着ている方がジョリー。茶色の毛並みに赤い服を着ている方がメリー。
魔法通販でお勧めの魔法グッズを紹介したりしている。モルダヴァイド校長は彼女たちが大好き。
西の洞窟のオババ
声 - 甲斐田ゆき
千夜一夜草を知る人物で、ヒキガエルのような容姿をした老婆。本名はアルビアーナ。西の洞窟でヒッソリと暮らし西の洞窟に近づく者は容赦無しに姿形を変えられると噂されジュエルペットたちから恐れられている。
レアレア（人間界）の全ての人間に対し「直に挫ける、辛いことから直に放り出す」弱い生き物だと思い込み、事実それが原因でバッデストが生まれたこともあってレアレアをあまり好いていない。最初はあかりたちと敵対することになるが、あかりとルビーとの強い絆と意志に負け千夜一夜草の咲く魔法の書をあかりに譲った。左眼上に斜め傷のある「リューク」という名前のキマイラと一緒に暮らしている。
フェアリーナの魔法の師であり、愛弟子の悲劇に耐えられず、自らの魔法で醜い姿に変わったことを告白した。第51話でバッデストの呪縛がとけフェアリーナがめざめたと同時に、元の姿に戻る。
アイアムペン
声 - 柳原哲也
モルダヴァイド校長が魔法通販で購入してあかりたちに分け与えた「漫画家セット」のペン。あかり曰く愛称「ペンさん」。普段は普通のペンだが、締め切り前の漫画家を助けるため、普通のペンからペンギンに似た姿になり、しゃべることができる。ペンの先（アイアムペンにとっての足）で呪文を書くことで魔法が使えるが、呪文を間違えたり手違いが起きて違う魔法になったりと成功率があまり高くない。魔法を使えなくてもあかりの役に立とうとする心優しい一面がある。
泉のドラゴン
声 - 千田光男
ドラゴンの泉に住んでいるドラゴン。名は不明。青色の体に髭を生やし、メガネをかけている。伝説上の存在とされていて、会った者は生きて帰ってこないといわれていた。泉の水を取りにやってきたディアンやあかりたちに攻撃するが、それは水を与えるための試練であり、実際は知的で温厚なドラゴン。ハーライト先生とは知人で、モルダヴァイド校長先生とは幼馴染。現在ではレオンに弟子入りを希望され、レオンの師匠となっている様子。
アベニュー
声 - ささきのぞみ
ストロベリーカフェで働く看板娘。ピンク色の毛並みに、イチゴの髪飾り、イチゴ柄のエプロンをつけているのが特徴。ストロベリーカフェはジュエルランドの地元住民達の間でも非常に人気の高いお店で、特にイチゴのスイーツが充実している。魔法学校の生徒達にも大好評で、あかり達の憩いの場となっている。特にミリアはこの店の限定スイーツには目が無い。
2012年放送のシリーズ4期『ジュエルペット きら☆デコッ!』第14話にてアメトリン、トリスティンと共にゲスト出演。劇中で行われたミスジュエルタウンコンテストの参加者の一人として再登場している。
フェアリーナ
声 - 嶋村侑
パートナー：
アルマと祐馬の母親。かつてジュエルランドで暮らしていたが「強い生きる力を持っているレアレアを見たい」とジュエリーナに願い、レアレア界に降り立った。そのとき、後にアルマと祐馬の父親となる男性と出会い、互いに心惹かれるようになる。それによってレアレア界で暮らしたいと願うようになったが、「ジュエルランドにない苦しみや悲しみに溢れたレアレア界で、強い魔力を持った魔法使いが暮らすと弱り果てて泡になって消えてしまう。そのためレアレア界へ行くことは禁じられていた」とフェアリーナを案じたジュエリーナに反対されていた。それでもアルマと祐馬と共にレアレア界で生きることを願う。
何年か経ったある日、いつか消えてしまうと心配してやってきたジュエリーナに、魔法を捨てると語り、バッデストの封印を解いて魔法を捨てることを決意。その結果、禁じられた魔法がジュエルランド中に溢れ、自らの行為が過ちだと気づいたフェアリーナは己の力全てを使って悪い魔法をバッデストに封印し直したが、その影響で永遠の花園で深い眠りにつくことになってしまった。
子供想いの母であり、眠りにつく前はアルマと祐馬の誕生日を祝い、バッデストの封印の際にも彼女たちのことを思っていた。
第51話であかりの活躍でバッデストの呪縛が解け、目覚める。最終話で彼女の魔法力は消え、アルマと祐馬とともにレアレア界で暮らし花屋を営んでいる。
エカナイト
声 - 佐久間レイ
サルファー先生の母親。サルファー先生ととてもよく似た顔立ちと体格をしており、怒らせるとものすごく怖いらしい。あまりにも怖いので息子のサルファー先生だけでなく、トールやモルダヴァイド校長、イタズラ好きのコウモリでさえ驚いて逃げ出す程。モルダヴァイド校長とは知り合いで、モルダヴァイド校長のことをときどき「モルちゃん」と呼ぶ。「イケメンでもなければダメダメ息子」と息子に対して厳しい評価を下しているが「一生懸命なダメダメ」と、息子の良い点も理解しており、母親としてサルファー先生を応援すると共にとても大切にしている。
テン・ビンちゃん
声 - 谷井あすか（両者とも）
モルダヴァイド校長が魔法通販で購入したグッズで、物事をなかなか決められなくて迷っている優柔不断な人のためにズバッと答えを見つけてくれるはずなのだが、天秤の左右に陣取る女の子（左から）テンちゃんとビンちゃんがまるで心の中の天使と悪魔のごとく正反対の結論をお互いに煽り立てるように薦めるので、却って混乱を生んだりする。
迷っている人の心の声を察知する力があり、天秤の下にあるブロペラで空を飛んで自由に移動できる。モルダヴァイト校長の出したいいかげんな結論に腹を立ててレアレア界へと迷い込んでしまうが、大きな騒動は起きず、好評となり逆にウンザリしてしまう。
それぞれまっとうな言い分を言っているようで実は割と適当。最終的には自分で決めるように導いてくれるのだが、当然急いでいる時の答え探しには向いていない。恋のキューピット役を買って出たりとなかなか息の合ったコンビなのだが、一度けんかすると際限なく煽り立てるので大変な事になり、結果としてジュエルランド中を巻き込む大騒動へと発展してしまった。
ヒルデ
声 - 松嵜麗
パートナー：トパーズ
ジュエルランド始まって以来の天才少女と評されている少女。詳しい実力は不明だが、周囲からは「今回のジュエルスターグランプリはヒルデの大会になる」、「今大会の優勝候補筆頭」、「マジカルエンジェルズとヒルデがいい勝負になるのではないか」と言われている。
しかしグランプリ予選第2回戦ではライヤと呼ばれる謎の魔法使いと当たり、試合が始まってすぐに勝負をつけられ完封負けされてしまう。その後あかりたちにライヤと戦った時のことを話す。
サガン
声 - 下田麻美
パートナー：チャロット
ジュエルスターグランプリ準々決勝戦第2試合の沙羅の対戦相手。沙羅と同じく眼鏡をかけ、魔法に関する勉学も高い。
沙羅と一歩も譲らない勝負を繰り広げ追いつめるが、沙羅に逆転され僅差で敗れる。この試合は「眼鏡および魔法知識の対決」ということで、校長やニコラを大いに喜ばせた。

### レアレア界

#### 主要人物の家族
桜 モニカ（さくら モニカ）
声 - 井口裕香
あかりの姉。カリスマモデルの肩書きを持つ人気タレントであり、容姿端麗、成績優秀でウィンストン学園中等部の生徒会長でもある。これらの要素があかりのコンプレックスの対象にもなっているが、妹思いであかりをとても大切に思っており、漫画家を目指すあかりを応援するなど、あかりの支えになろうと努力しており、仲の良い姉妹関係である。明るく温厚な性格。人当たりの良さと併せて基本的な性格は父や妹と共通する点が多い。
最近のあかりに対しては、自分に近づいてくれないという寂しさを持っていた。母親の家事手抜きをフォローする描写もあり、母親と妹との間で気苦労があった様子もある。祐馬とお似合いのカップルという噂を本人の知らないところで立てられたときには全く気がつかないなど恋愛には疎い。
あかりからは容姿も勉学が良く、さらに何の苦労知らず、いくつもの才能に兼ね備えいる完璧な姉だと思われていたが、実はあかりが知らないところで苦労を抱え、それでも必死で努力していた。第33話にて姉妹での互いの気持ちをさらけ出して和解した。このときあかりが祐馬のことが好きだということを初めて知り、微笑みながらも恋愛する妹を羨ましがる一面を見せた。現在は、学業と共有し、監督のしごきに耐えつつ、テレビドラマの仕事に熱心に取り組んでいる。
ジュエルペットの素性については知らないものの、ルビーやラブラを可愛がっている。彼女達からも密かに「モニカお姉ちゃん」と呼び慕っている。父親に似て、あかりに対する愛情表現はストレートである。乙女座。
桜 万里絵（さくら まりえ）
声 - 甲斐田ゆき
あかりとモニカの母。芸能雑誌の編集長をしている。ルビーを自宅で飼うことを許した。基本的に優しいがモニカの芸能活動や自身の仕事を優先させるあまり、あかりや夫に対する気配りに欠ける面がある。あかりとの約束を破ったこともあり、いまいち信頼されていないが心の底からあかりをとても大切に思っている。自身が仕事の疲れや憂鬱になったときの慰めのために、自分の手帳の中に「元気の素」として、あかりの写真を持ち歩いている。また、あかりの誕生日には家族と共に早く仕事を終わらせてあかりの誕生日を祝っている。
自身の誕生日の際に、あかりがプレゼントを用意していないと勘違いしてしまった上に、モニカに急な仕事が入ったことで誕生パーティーを中止にしようとしてしまい、初めてあかりから本音をぶつけられるに至り、自身の配慮の無さを後悔した。このときは、あかりをすぐに探す決断力と機転の速さを見せた。
桜 晃（さくら あきら）
声 - 木内秀信
あかりとモニカの父。当初、家では冴えない人物に見られていた。造船会社の設計部部長を務める優秀な人物。元々、自身の肩書きをひけらかさない人物である為か、妻に比べると、あかりとモニカに差を付ける接し方はしていない。娘たちの見ていないところで「晃くん」「万里絵ちゃん」と呼び合うほどの仲の良い夫婦だが、好きな通販で趣味の釣り道具を買いすぎてしまった時は仲が悪くなる。
仕事熱心で周りに対して思いやりがあるため、部下を始めとする人たちに慕われている。この部分は娘2人に等しく受け継がれている。
娘や妻に対する愛情表現はとてもストレートでかなりの親バカである。モニカがこの部分を彼から引き継いでいる。
普段から妻の家事手抜きやミスを笑ってフォローし、あかりの不満が爆発した際も妻を責めなかった器の大きな男性である。娘2人が母親に深い愛情を持って接しているのは彼の影響によるところが大きい。
セリーヌ・ブライト
声 - 堀江由衣
ミリアの母親。世界的に有名な人気歌手で、ミリアの目標でもある。多忙でミリアと一緒にいられないが心から娘のことを大切に思っている。一時期はミリアに寂しい思いをさせないために夢である歌手をあきらめようとしていたが、未来から来たミリアに励まされ歌手になることを決める。ミリアの初オーディションには自身の思い出のドレスを仕立て直してプレゼントした。
ニコラの母
声 - 皆川純子
ニコラの母親。ニコラ以上に虚栄心が強く彼が優勝することより、優勝することでインタビューや記者会見が増えることのほうが大切らしく、取材に応じたとき、母親自身が恥をかかないために、ニコラに優勝し続けろと強要している。
祐馬の父
声 - 立花慎之介
アルマと祐馬の父親。オーロラが出ている雪山でジュエルランドから降り立ったフェアリーナと出会う。このとき、フェアリーナの姿をカメラに撮ろうとしたが、映ったフェアリーナの顔を見て撮るのをやめる。祐馬の話によると、現在は他界しているらしい。

#### ウィンストン学園
神内 祐馬（じんない ゆうま）
声 - 立花慎之介、片岡あづさ（幼少期）
私立ウィンストン学園初等部6年2組。あかりの憧れの相手。無口で人と余り関わらない様子だが、物腰は柔らかい。クラス一の瞬足と抜群の運動神経を持つ人気者である。神奈川県在住。
アルマの双子の弟でフェアリーナの息子。アルマからフェアリーナが永遠の眠りについている事実を知らされた際に「受け入れるしかない」と言っており、芯も強い。強い魔力がもとで、レアレアの子ども達からいじめられていたアルマにとって唯一の味方であった。
モニカの妹であることで孤立しているあかりを気にしており、モニカの親衛隊があかりを困らせているとき、うそをついてまで助けてあげている。
あかりの漫画を最初に見ており、あかりの漫画を褒めたことであかりの評価が上がることになった。
両親は他界していると思い込んでいるが、母親のフェアリーナはジュエルランドの永遠の花園で深い眠りについていた。魔法力をまったく持たないため、幼いころにジュエリーナによってアルマと引き離され、レアレア界で暮らすことになる。アルマのことははっきりとは覚えていなかった。ジュエルスノーナイトの日に生まれている。
魔法力を全く持たない代わりに夢で過去、現在、未来のできごとを見ることができる。
母親の顔も忘れてはいたが、幼いころに祐馬が泣くとフェアリーナに唱えてもらった微笑みの呪文「ラムーラ ラムーラ ラムリアース」は、憶えていた。
会社勤めの若い祖母と、マンションで2人暮しをしていた。その為、いつも1人でいることが多かった。バスケットボールが得意だったが、腕のアザのせいで激しい運動ができずに部活に顔を出していなかった。
あかりが祐馬を見ているのは、バスケットボールが好きだからと思っていた。
二学期から、あかりと共に図書委員になった。
第36話にてあかりが魔法を使うところを偶然見てしまい、失われた記憶を取り戻した。その直後にアルマと再会し、そのままジュエルランドへ誘拐される。フェアリーナを目覚めさせるためバッデストの封印を解こうとするアルマを制止するが聞き入れられなかった。バッデストが再び封印されアルマが消息不明となった後は、いつかアルマと一緒に暮らせるようになると願うようになった。
第45話にて屋上であかりにバレンタインのチョコを貰うと「俺、桜の事好きだから」と告白の返事をした。(ただしあかりは聞いていなかった)
最終話にて腕のアザが消えて以降、激しい運動ができるようになりバスケット部の練習にも出るようになり、中学でもバスケット部に入部する。この時あかりを名字で無く名前で呼び、あかりを赤面させた。魔法力の残っていないアルマとフェアリーナと共に、レアレア界で暮らす事になりアルマと共にウィンストン学園の中等部に進学する。
2012年公開の劇場版『ジュエルペット スウィーツダンスプリンセス』にてゲスト（カメオ）出演。当作品のオープニング中、ジュエルランド内であかりとデートをしている姿で再登場している。
名倉 麻衣（なくら まい）
声 - 高梁碧
あかりの同級生で友人であり、あかりの良き理解者。初登場は第20話。将来は小説家を目指す少女。6年2組のまとめ役で、クラスの人望が厚く、勉学も優れている。言いたいことははっきり言う、さっぱりとした性格。そのため強いリーダーシップを発揮する半面、物言いがきつく、あかりを困らせてしまうこともある。高いところが苦手という一面がある。あかりが6年生にして最初の友人であり、初めて遊びに誘ってくれた少女でもある。漫画コンクール入賞の実績を買われて、漫画展ではリーダーを務め、漫画の原案を手がける。あかりからは「お話を作るのがすごく上手」と評され、その才を認められている。モニカの熱狂的なファンであり、学園にはモニカに勝てる女の子などいないのだから、あかりを含めて他の女の子と比べるのは相手が不快な思いをするだけで、無意味であると述べている。
漫画展の打ち合わせではあかり以外の実行委員と揉めてしまい、意見の調整および編集にあかりの手を煩わせることになった。しかしあかりの必死なフォローにより、自身と級友たちをうまく纏め上げ、漫画展を成功へと導いたあかりを改めて関心するようになる。それ以後あかりとは親しい仲となり、最近では登下校や、学校行事等に出す作品の打ち合わせをするなど行動を共にし、さらには消極的なあかりを応援する良好な関係となった。
松本 朋絵（まつもと ともえ）
声 - 内海慶子
あかりの同級生で友人。あかりと同じく6年2組に在籍している。学園祭では漫画展の実行委員の1人としてあかり達とともに参加した。以来、あかりとは親しく接している。七実とともにラブストーリーを考えるのが好きである。漫画展の時にはテレビに出たいという夢を語っていた。モニカの大ファンで、漫画の好みが違う麻衣とはこちらの話題で盛り上がる。
錦木 七海（にしきぎ ななみ）
声 - 須藤祐実
あかりの同級生で友人。あかりと同じく6年2組に在籍している。漫画展の実行委員の1人であり、朋絵とラブストーリーの話題で盛り上がっていた。幼稚園の先生になる夢を持っている。
檜 志保（ひのき しほ）
声 - 沼倉愛美
あかりの同級生で友人。あかりと同じく6年2組に在籍している。漫画展の実行委員の1人で眼鏡をかけている。漫画原作者志望で、バトルものが好みである。漫画展では、キャラクターデザインを任された。
甲田 由子（こうだ ゆうこ）
声 - 清水愛
あかりの担任の先生。
モニカの親衛隊
声 - 大原桃子
あかりの同級生で、モニカの親衛隊。モニカを尊敬している反面、あかりのことは陰口を叩くなど軽視しており、本人の迷惑を顧みない要求や態度も多い。当初は彼女のグループが学級内で幅をきかせていることがあかりのストレスになっていた。
バスケ部部長（名前不明）
声 - 仲村水希
夏風邪で部員が足りなくなった練習試合に出るため、祐馬に助っ人を頼みにきた。
バスケ部副部長（名前不明）
声 - 神原大地
バスケ部部長と共に、祐馬に助っ人を頼みに来た。

### ジュエルペット

#### 主要ジュエルペット
ルビー
声 - 齋藤彩夏
パートナー：桜あかり
第1シリーズに引き続きジュエルペット側の主人公で勇気のジュエルパワーを持つ。魔法学園での新入生。魔法も第1シリーズとは違いある程度は使えるようで、入学試験において「一生懸命練習した」と言っていたことから努力もしている模様。入学試験では上手くいかなかったものの、花を咲かせる魔法はいつもやっていたらしい。パートナーを探すために人間界にやってきて、桜あかりと出会う。
ポジティブで好奇心旺盛。ジュエルスターになってあかりの夢がかなうことがルビーの幸せ。第1シリーズよりも性格が控えめになっており、女の子らしい描写が顕著に示されている。相手を煽ったり、出会って間もないカトリーヌ達を馴れ馴れしくあだ名で呼ぶ事もあるが、基本的には純粋で優しく素直。沙羅の魔法実験を、怖がるどころか楽しむお気楽さ持ち合わせている。一方で、お化けや心霊現象は苦手な模様。
すぐに物事をあきらめようとするあかりを叱ることもあり、心からあかりのことを大事に思っている。
また好物が第1シリーズと異なりレアレア界（人間界）の人参が好物。興奮すると「ステキステキ」という言葉を発することが多い。
モニカや万理絵からは「ルビーちゃん」と呼ばれ可愛がられている。
第5話でトールに助けられたのをきっかけにトールに惚れ、以後「トール様」と呼ぶようになる。ただし第1シリーズほどベタベタではない。
魔法学園のある地域とは遠い所から来たらしく、魔法学園周辺の人物や場所は知らないことが多い。第1シリーズでは仲の良かったサフィーやガーネットとも面識が無かった。
料理はあまり得意ではないようだが、クッキーだけは上手に焼けるようになった。これはジュエルスターグランプリ1回戦でアイディアが浮かばなかったあかりの手助けとなった。
ラピスによれば、恐ろしいほどラッキー運が強いらしい。
ダイアナとは当初折り合いが悪かったが、物語終盤では仲良くなっている。
最終話で「幸せの花」を探すための長い旅に出る事をあかりに告白し、別れを告げる。
魔法バンクのセリフは「輝く勇気はルビーのしるし」
ラブラ
声 - 沢城みゆき
パートナー：桜あかり
ジュエルペット側の準主人公。第1シリーズとは違い初登場時は魔法が一切使えなかったために、パートナーが出来なかった。新たにあかりのパートナーとして加わったことであかりの魔法の秘めた潜在能力のパワーを引き出しあかり、ルビー、ラブラとの魔法陣3つのトリプル合体魔法を完成させた。以後あかりとルビーとの補助的な協力魔法がメインとなる。よくイタズラをしていたが、あかりとパートナーになってからは聞き分けの良い描写が多い。「先輩」ぶることに憧れがある。
文末に「――ラブ」を付けて話す。泣くと共鳴音から物を破壊する力を持っている。レアレア界ではよく犬と間違えられ、そのたびに「犬じゃないラブ」と不満を漏らしている。バッデストの事件後は祐馬に好感を持っている節が見受けられる。
魔法バンクのセリフは「宇宙の力ラブラドライト」
ガーネット
声 - 平野綾
パートナー：ミリア
おしゃれが大好き。第1シリーズの単独による魔法と異なりガーネットとサンゴとのペアによる協力魔法がメインとなる。恋愛パワーをアップするジュエルパワーを持つ。母親が仕事でミリアに構えず、その寂しさから1人で泣いているときにミリアの目の前に現れ、パートナーになった。
ミリアの過ちであっても「ミリアは悪くない」と言ってしまうなど、良くも悪くも常にミリアの味方でいる。
ディアンのことが好き。
魔法バンクのセリフは「キラキラアイラブガーネット」
サンゴ
声 - 清水愛（酒井玲から変更）
パートナー：ミリア
おしゃべりでスイーツが大好き。魔法ではミリアとガーネットとのサポート側的な協力魔法が中心となる。第1シリーズとは違い文末に「――にゃん」を付けて話す。洋菓子が大好きで強いこだわりをもち、食べたことがあるものなら1口食べただけでどの菓子か言い当てることができる。素晴らしい洋菓子を見るとスイッチが入る。スイーツバトルの審査員を務めた事もある。
ガーネットのように何でもかんでもミリアを肯定する訳ではなく、ミリアが周りに迷惑を掛けた際は「謝った方がいい」と零していた。
ディアンのことが好き。
魔法バンクのセリフは「スウィーツ大好きサンゴにゃん」
サフィー
声 - ささきのぞみ
パートナー：沙羅
おだやかな性格。友達と仲良くなれるジュエルパワーを持つ。パートナーの沙羅が成長するのを見守っており、特に、沙羅にレアレアの友達ができることを強く願っており、第31話で沙羅が「サフィーがいればいい。」と言った時には、自分の望んでいる友達の意図を強く主張した。沙羅に追いつこうと走る姿で、ガーネットに告白しようとしていたブラウニー、アレク、ニックの気を変えさせた。彼女も実はディアンに想いを抱いており、サルファーとレオンが決闘する話ではガーネットらとともにディアンを応援した。この時は、沙羅に「いつものサフィーじゃない」と驚かされた。
魔法バンクのセリフは「きらめくサファイア溢れる友情」
チターナ
声 - 江里夏
パートナー：ニコラ
性格が第1シリーズに比べて高飛車で生意気になっており、ニコラに便乗して悪口を言うことが多い。またしゃべり方も異なり、文末に「――でちゅ」を付けて話す。天才ジュエルペットという設定は継がれている。パートナーを探しにレアレア界に行ったとき、母親に優勝を強要され、泣きながらピアノの練習をしていたニコラと出逢った。ニコラのパートナーであるのと同時に唯一の友達でもある。ポップコーンとニコラのピアノが好き。
ディアン
声 - 福山潤
パートナー：レオン
物静かで大人しい性格。心を強くするジュエルパワーを持つ。
ロジャーの死を悲しむ幼少時代のレオンに会っており、その際にパートナーとなった。2年前、森でレオンとはぐれた際にアルマがダイアナを生み出す光景を目の当たりにし、その影響で発生した魔法により声も記憶も失っていた。真実を写す鏡によりそのときの過去を目撃することで何もかも思い出し、言葉を取り戻すことができた。
一人称は「オレ」。普段は冷静だが、レオンがトゲランに刺され石になりかけたときにそれを治す泉の水を取りに単身ドラゴンの泉に向かったり、レオンに対しやや挑発的な態度を取ったトールに決闘を申し込むなどパートナー想いの性格。ガーネットとサンゴの双方だけでなくサフィーからも好意を寄せられている。
ダイアナ
声 - 宍戸留美
パートナー：アルマ
第16話より登場。第1期に比べて表情や性格が大幅に変更されているが、主人公側と敵対するポジションは共通。ジュエルパワーも「魅力アップ」とほぼ一緒である。
ルビーたちの前に初めて姿を現したのは第20話で、魔法でルビーとラブラをからかった。
魔法学校の生徒やそのパートナーのジュエルペットを「おばかさん」と見下している。
普通のジュエルペットとは違い、アルマの魔法から生まれたジュエルペットであり、これを誇りに思っている。
オパールとは違い、アルマがバッデストを探し当てることを厭わない様だが、アルマのことを大切に思っているのは一緒で、フェアリーナが眠りから覚め祐馬とともに暮らすことがアルマの幸せだと思っている。そのため、祐馬にあった際は友好的に接していた。
自分で自分のことを「美しい」とか「カワイイ」と言っている。
ジュエルスターグランプリではアルマ同様「ジル」という偽名で出場する。圧倒的な実力で次々と勝利するが、ルビーの言葉でアルマの幸せと自分のしていることに疑問を持つようになる。バッデストがアルマを取り込もうとした際にアルマをかばい、ジュエルチャームと化した上に大きなヒビまで入ってしまう。第51話にてバッデストの呪縛が解け、元の性格に戻ったアルマの涙で復活する。
最終話でルビーやオパール、エンジェラと共に「幸せの花」を探す長い旅に出る。
オパール
声優 - 沢城みゆき
パートナー：アルマ
第24話より登場。レアレアのバックアップを行う。新しい魅力を引き出すジュエルパワーを持つ。アルマと祐馬が幼い頃からずっといたジュエルペットで、アルマをとても大切にしている。
アルマがバッデストを探し当てることを否定し何度も止めようとするが、アルマは聞く耳を持たず、彼女の攻撃魔法をまともに食らったためにジュエルチャームになってしまう。その後、オパールのジュエルチャームはあかりによって保管される。
第36話でジュエルチャームから精神体で現れ、あかりらにアルマが祐馬に接触していようとしていることを伝える。
第39話のスノーナイトの奇跡で再び精神体として現れ、祐馬と再会。祐馬に誕生日プレゼントとフェアリーナとの思い出を伝えた。
第47話でジュエルスターグランプリに出場したアルマにジュエルチャームを奪回される。第51話でバッデストの呪縛が解け、元の性格に戻ったアルマの涙で復活する。
最終話でルビーやダイアナ、エンジェラと共に「幸せの花」を探す長い旅に出る。

#### その他のジュエルペット
リン
声 - 早川真由
パートナー：モルダヴァイト校長
関西弁だった第1シリーズとは異なり、標準語で話す。文末に「――リン」を付けて話す。
ペリドット
声 - 甲斐田ゆき
第1シリーズとしゃべり方が異なり、英語を使わなくなった。ジュエルパワーも夢を叶えるから「前向きになれる」に変更された。
他のジュエルペットの面倒を見るお姉さんのようなジュエルペット。いつも浮いて移動する。
ルナ
声 - 宍戸留美
パートナー：ハーライト先生
個性は第1シリーズとほぼ変わらない。毎年校長先生のお誕生日にはミルキィと一緒にその年の校長先生の姿を模した銅像をプレゼントしている。
ジュエルペット運動会やジュエルスターグランプリではミルキィと共に実況を務めている。
ミルキィ
声 - 内海慶子
パートナー：ハーライト先生
個性は第1シリーズとほぼ変わらない。毎年校長先生のお誕生日にはルナと一緒にその年の校長先生の姿を模した銅像をプレゼントしている。
ジュエルペット運動会やジュエルスターグランプリではルナと共に実況を務めている。
トール
声 - 竹内順子
パートナー：サルファー先生
個性は第1シリーズとほぼ変わらない。友達との仲良し度をアップさせるジュエルパワーを持つ。
第1シリーズと同じくルビーに惚れられ、ルビーのことを「おてんばレディ」または「レディ」と呼ぶ。怖いもの好きなわりに、自分の身に危険がありそうなときは安全な場所にいたり、ひどい目に遭っているサルファー先生を助けずに傍観しているなど、ちゃっかりしたところがある。サルファーへの評価は決して高いとは言えないが、サルファーを「ダメダメ」と言った校長の頭上に銅像を落とした。正反対の性格のサルファーとパートナーになったのは面白いかららしい。
カイト
声 - 沢城みゆき
イオ、ネフライトとともに沙羅の魔法の実験に協力している。実験以外でもイオ、ネフライトと一緒に行動している。
第1シリーズとしゃべり方が異なり、文末に「――ワン」を付けて話す。
イオ
声 - ささきのぞみ
第1シリーズとしゃべり方が異なり、文末に「――だッチ」を付けて話す。
ネフライト
声 - 尾崎恵
しゃべり方は第1シリーズとほぼ同じく、文末に「――ゲロッパ」。
カイト、イオ、ネフライトの3匹はニコラがチターナと一時ケンカ別れし新しいパートナーにしようとしたときにいやがって逃げたことから、人間のパートナーはいないと思われる。
プレーズ
声 - 岩村愛子
元パートナー：ジュディ
以前（12年前）ジュエルスターになったジュディの元パートナー。今は1人だけで魔法学校の鐘つき係をしている。
タータ
声 - 竹内順子
いたずら好きだが、優しい一面もある。個性は第1期とほぼ変わらない。ジュエルパワーも第1シリーズと同じく「勇気」。
カイヤ
声 - 酒井香奈子
パートナー：マリアンヌ
エクセレント学園のマリアンヌのパートナー。決断力をアップさせるジュエルパワーを持つ。
チターナ以上に高飛車な性格をしており、ルビーたちを「田舎のヒラペット」といい放ち見下している。
スイーツバトルで練習試合を行うが、ルビーたちに敗北を喫す。
ジュエルスターグランプリ決勝戦第3試合のあかり達との勝負ではマリアンヌのためとはいえ、不正行為を働いてしまう。
第15話より登場。
リル
声 - 藤田知美
パートナー：カトリーヌ
カイヤの取り巻きの1人。
カイヤと同様高飛車で、「無礼者！」と言っては相手を制裁する。第1期と同じく「美しい」を「ブつくしい」という。
第15話より登場。
アメリ
声 - 悠木碧
パートナー：アンジェリーナ
カイヤの取り巻きの1人。
カイヤと同様高飛車で、しばしば「ハイ拍手〜」と言う。
第15話より登場。
ブラウニー
声 - 波田野由衣
パートナー：女性生徒
第1シリーズとしゃべり方が異なり、一人称は「ボク」で、文末に「――うに」を付けて話す。ひらめきのジュエルパワーを持つ。
あかりたちと同じクラスの女性生徒（名前不明）のパートナーで第2話から登場していたが、しゃべったのは第20話が初。
アレク、ニックらとともにガーネットに告白しようとしたが、途中でサフィーに気が変わってしまった。
第32話では3匹ともプレーズに一目ぼれしており、かなり移り気の早い性格であることが分かる。
アレク
声 - 設楽麻美（五十嵐裕美から変更）
パートナー：女性生徒
あかりたちと同じクラスの女性生徒（名前不明）のパートナーで第2話から登場していたが、初めてしゃべったのは第20話。夢を叶えるジュエルパワーを持つ。
第1シリーズ同様に敬語で話すが、「――ございます」という口調ではなくなった。声優は変わったが、声質にほとんど違いはない。
ニック
声 - 井口祐一
パートナー：男性生徒
あかりたちと同じクラスの男性生徒（名前不明）のパートナーで第2話から登場していたが、しゃべったのは第20話が初。仲直りのジュエルパワーを持つ。
アクア
声 - 桜塚やっくん
海のジュエルペット。第1シリーズとしゃべり方が異なり、文末に「――ギョ」を付けて話す。心が穏やかになるリラックスのジュエルパワーを持つ。
金魚呼ばわりされるのが相変わらず嫌であり、言われると分身してまで怒る。海を守るためにパトロールしている。
ラピス
声 - 竹内順子
占い屋のジュエルペット。
コハク
声 - 皆川純子
自称泉のドラゴンの弟子。熱血漢だが、勇み足で無鉄砲であるがゆえに周囲に手を煩わせている。
第1シリーズとは性格が大幅に変更されており、一人称は「おれ」。またジュエルパワーも金運アップからリーダーシップに変更された。
ラルド
声 - 土屋真由美
パートナーを見つけるために、レアレア界で「キラキラコロン」を集めて願いをかなえようとする魔法学校の転入生。
第1シリーズと異なり、文末に「――ラルド」を付けて話す。ジュエルパワーも家族愛から「幸せ」に変更された。
キング
声 - 木内秀信
16回連続でジュエルスターグランプリの審査員を務めているジュエルペット。
志村けんのようなセリフ回しは、第1シリーズと変わっていない。
ジャスパー
声 - KENN
第43話以降、ミルキィとルナに代わって「ドッキ☆ドキ☆ジュエルランドのひみつ！」の進行役を務めているジュエルペット。ジュエルパワーは「意志が強くなる」。
ジャスパーの宝石の瞳を持つチーターのジュエルペットで、手にはカギを持っている。ラブラと同じく2010年度のジュエルペットキャラクターコンテストの応募抽選によって登場したキャラクター。
一人称は「ボク」で、ジュエルランドの案内役となっている。本編では、ジュエルスターグランプリ決勝戦のルール説明をした。
ユーク
声 - 吉田仁美
パートナー：ガンホ
エクセレント学園のガンホのパートナー。
チャロット
声 - MAKO
パートナー：サガン
ジュエルスターグランプリ出場者サガンのパートナー。文末に「――チャロ」を付けて話す。
チャロアイトの瞳を持つミツバチのジュエルペットで、放送途中にジャスパーやエンジェラとともに追加された新キャラクター。ジュエルパワーは「迷いを断ち切る」。
フローラ
声 - 金田アキ
ジュエルスターグランプリ準々決勝戦第3試合の種目の鬼ごっこに登場したジュエルペット。
おっとりとしているがパートナーがいなくてもすごい魔法が使えるエリートで、あかりやマリアンヌの魔法をことごとくかわして逃げる。
しばしば「ラ〜ラ」と言う。ジュエルパワーは未来への指標から「ストレスをなくす」に変更された。
トパーズ
声 - 金田アキ
パートナー：ヒルデ
ジュエルランド界を代表する天才少女ヒルデのパートナー。あかりたちにライヤのことを警告する。
第1シリーズと違い、名古屋弁ではなく普通の口調になった。
クリス
最終回のエンディングのみに登場し、本作では唯一台詞がないジュエルペットとなったが、彼とエンジェラの登場により、新キャラ含む当時のジュエルペット37体が全て登場したことになる。
エンジェラ
声 - 豊崎愛生
パートナー：フェアリーナ
エンジェライトの瞳をもつアルパカのジュエルペット。ジュエルパワーは「癒し」で、文末に「〜アルパカ」をつけて話す。
放送途中に追加された新キャラクターで、本作では最終回のみの登場（ジュエルチャームは第36話で登場している）。ルビーに「幸せの花」について教え、エンディングでは、ルビー、ダイアナ、オパールと共に幸せの花を見つける旅をしていた。

## アイテム
ジュエルポッド
レアレア界（人間界）と魔法の国を繋ぐアイテム。移動手段の他に、心がピッタリのパートナーをジュエルペットが見つけると、それに反応してジュエルチャームを光らせるという機能もある。桜あかりとルビーの2人が魔法の呪文を唱えることで、2人が魔法使用可能になる（ジュエルチャームは2人分必要）。また、レアレアドロップが収められており、自由に取り出しが可能。
ジュエルチャーム
ジュエルペットのパートナーは絆の証にジュエルペットとお揃いのジュエルチャームを持つ。第1期とは異なりジュエルポッドが反応することでジュエルチャームが光り、ジュエルチャームが2つに分裂するようになっている。これで初めてパートナーと一緒に魔法が使用可能になる。ただし、パートナーが夢を見失ったり元気が無くなるとジュエルチャームの光も無くなり、魔法も使えなくなってしまう。呪文は「ティンクルティンクル」。
ジュエルペットと一緒に魔法を唱えることにより、人間側は魔導師系の衣装に早変わりし強力な魔法が使えるようになる。呪文は「ティンクルティンクルマジカルチャーム・ウィンクルウィンクルジュエルフラッシュ」。
詳しいことは不明だが、どうやらジュエルペットが激しいダメージを受けるとジュエルチャームに戻ってしまうらしい。
レアレアドロップ
人間とジュエルペットの言葉を通じさせるアイテム。食べることで初めて人間と会話ができるようになる。このドロップが効くのは人間界のみで、ジュエルランドではドロップなしでジュエルペットと話せる。逆にドロップを一度も食べたことがないと、ジュエルランドで言葉が通じても人間界では言葉が通じない。
ジュエルストーン
魔法学校で魔法をマスターしたり、魔法力をステップアップしたりすると貰える宝石。ジュエルストーンが2つ増えることに学年も上に進級し、変身による衣装もパワーアップする。さらにジュエルストーンが12個集まるとジュエルスターグランプリの出場資格が得られる。
ジュエルストーンはレアレアの心そのものを表しており、決して消滅する事はない。魔法学校で与えられる課題をクリアしたり、自分のネガティブな心を克服したりすることで与えられる。種類は「夢見る力（緑色）」、「調和を持つ者（水色）」など。
卒業式にジュエルランドに返還され、モルダヴァイト校長の卒業宣言と共に天まで届く1本の虹へと姿を変える。その後卒業生は魔力を失い、ジュエルランドで教わった魔法を二度と使えなくなるが、心の中に本当の魔法として永遠に輝き続ける。
ジュエルネットハラダの魔法通販生活
ジュエルランドの通販カタログで、魔法で注文するとペリカン君がすぐにグッズを届けてくれる。通販オタクであるモルダヴァイト校長がハーライト先生に隠れて度々グッズを購入するが、その度に騒動を巻き起こすきっかけとなるのでハーライト先生の頭痛の種となっている。アイアムペンやテン・ビンちゃんなどはこれによって購入されたグッズである。
千夜一夜草（せんやいちやそう）
引っ込み思案を治す薬を調合するための植物。千年に一度しか咲くことがない。
ドラゴンの泉の水
どんな傷や病も治すといわれている聖なる水のこと。トゲランの石化の症状はこれでしか治せない。
魔法の恋薬
ミリアが夏祭りの出店で手に入れた惚れ薬。食べ物に混ぜる事で効果を発揮し、好きな異性に一口食べさせればその異性はたちまち恋に落ちてしまう。
サマージュエルマジックと組み合わせる事で絶大な威力を発揮するはずだったが、10倍魔法が思わぬ方向へ作用したために失敗。マジカルチョコレートデーで再び活用しようとするも、やはり失敗する。
その後ルビーが拝借して、あかりの作ったチョコにふりかけて祐馬との恋を手助けしようとするが、第三者がこれを口にしたためにこちらも思わぬ騒動へと発展する。
レオンも一時錯乱するほどの強力な効果があり、この魔法を解くには10倍魔法で元に戻すかリトルノーレの呪文を唱える必要がある。
この魔法は同性には全く効果が無い。
ブレブレドロップ
食べることで海の中で呼吸することが可能になるアイテム。ただし、効果が続くのは3時間である。
魔法の鏡
呪文を唱えれば、願うものを映すことができる。旧校舎にある。
バッデスト
「禁断の魔法書」といわれる存在。憎しみや妬みといった人のネガティブな心から悪い魔法が生まれることがあり、そのことに心を痛めた女王・ジュエリーナが1冊の本に悪い魔法を集めて封じたという。あかりたちが通う魔法学校の旧校舎に、何百年も開けられたことのない扉があり、その部屋に眠っているのではないかという噂がある。本来はジュエリーナによって守られているジュエルランドには、人を幸せにする良い魔法しかないという。相手の魔法力を吸い取ってしまう魔法はバッデストにしか存在しない。また、平和になったジュエルランドから必要なくなった物騒な魔法も数多く封印されていると思われるが、実態を知る者がほとんどいないために定かな事ではない。
バッデストの本当の在り処はジュエルランドリングにある花型のクリスタルの中に封印されており、魔道書ではなく剣のようなものであることが判明する。レアレアのネガティブな心に反応し、取りついた者の憎しみや悲しみを吸い取り増幅し、最終的に取りついたものを心臓とし強大化する。
音楽の実
魔法学校の中庭に植えられた木になる実で、床に落とすと音符が弾けて自分がイメージした曲を自動的に伴奏してくれる。
魔法で出現させることも可能。
魔法のカギ
ジュエルスターグランプリ決勝戦にて、魔法の扉を開けるために用いられるカギ。ジャスパーが持っているカギに似ている。特別な魔法をもつ者にしか、手にできない。その魔法とは、数々の困難を乗り越えて培われた、強さと優しさから生まれる魔法である。その魔法は、ジュエルランドではもっとも強い魔法になると言われている。
一方で、恐れ、悲しみ、怒りなどからなる悪しき魔法では、砕けることさえある。
ジュエルランドの良き魔法でできているため、扉を開けるだけでなく、悪しき呪文をかき消すこともできる。そのため、フェアリーナを永遠の眠りから覚ますことができた。
魔法の扉
魔法のカギで開く、開けた者の心から行きたい場所へつながる扉。本編ではあかりが開け、永遠の花園へとみんなを導いた。
ミラクルジュエルマジック
ジュエルスターになった者へ与えられる魔法で、どんな願い事も3つまで叶えてくれる。見た目はブーケ状の花束になっており、右から赤・青・緑の色をした3つの大きな魔法の珠が添えられている。
幸せの花
パートナーにとても深く愛されているジュエルペットにのみ見つけられる、全ての人を幸せにする魔法の花。世界のどこかに咲いているが、ジュエリーナの力を以ってしても今まで見つける事はできなかった。
ルビーがその印を得て探しに行く事を決意した後、ダイアナ、オパール、エンジェラ、泉のドラゴン、そしてジュエリーナ自らもが共に探索に乗り出し長き旅に出た。

## 登場する魔法
基本的に、魔法の名称を呪文の末尾に付けて使用する。女性が唱える魔法と違い、男性は錬金術の呪文を使っているので、女性と男性で呪文がそれぞれ異なる。女性が唱える呪文は「ティンクルティンクル・（魔法名）」となり、男性が唱える呪文は「グリーラグリーラ・（魔法名）」となる。このためパートナー同士の性別は統一したほうが魔法を成功させやすく、作中ではそうしているパートナー同士を散見できる（もちろんモルダヴァイト校長とリンのような例外も存在する）。
主に段階的に強くなっていく魔法（たとえばエレボーレは「エレボーレウィード」「エレボーレウィーガ」の順に強力になる）と、術者の魔法レベルと無関係に強力な威力を発揮する呪文が存在する。前者は単に威力が増すというものではなく、状況によって多様に変化する。後者は冒頭に唱える発動時の予備呪文を唱える必要がない。
作中では説明されていないが、高い魔法技術を身につけることにより、特定の呪文に頼らなくともイメージをそのまま具現化できるようになる仕組みになっている可能性がある。ゆえに強力な魔法は魔法の本質をちゃんと理解した上で使用しないと暴走するおそれもあり、大変危険である。特に魔法薬の類は簡単に使える分、暴走する可能性がある。なお魔法技術の習得については、どんな魔法もパートナー同士が協力して絆を深める事が上達の秘訣とされている。
ジュエルフラッシュ
普段より強い力を発揮するために用いる魔法。使うと普段とは違う特別な姿を取ることになる。女子は初期段階から使え学年が上がるごとに強くなっていくが、男子はジュエルストーンを12個集めて初めて使用可能になる。エクセレント学園のガンホはこれで鎧をまとって登場した。
ララルーラ
自分の衣服、あるいはそれに類するものを変形させる魔法。
レオノーラ
物体の変形、創出、および操縦を行う魔法。材料さえあれば料理作り等にも応用が可能、ただし味は実力次第。
ラングーラ
基礎魔法の1つ。物体を移動させることができる魔法。物体を元の位置に戻すことも可能。使う人の実力次第でいくらでも応用がきき、この魔法を使いこなす事がジュエルスターグランプリを目指す上でも重要とされている
ボッポーレ
基礎魔法の1つ。光の種を生み出すことにより、灯りを点す魔法。種に点火をするので、使い方を誤ると火傷や大火事に繋がることがある。
ランデアーブ
物体を大きくすることができる。沙羅が実験していた魔法の1つ。
ロコダウーラ
物体を小さくすることができる。沙羅が実験していた魔法の1つ。
レンオーレ
閉ざされた扉を開く魔法。タイムトリップのゲートを開くときや、沙羅の秘密の研究所の扉を開けるときにも用いた。
ノイワコリーブ
恐怖を和らげる魔法。実際は災難に見舞われたときに緊急回避する魔法だったが、術者の魔法技術によって効果が大幅に異なった。
レニアーム
千夜一夜草を咲かせる魔法。この魔法を成功させるには非常に強い魔法力を必要とする。作中、あかりは花を咲かせることはできたが、摘むことはできなかった。
ディンドンベル
魔法学校の鐘を直す魔法。12年ごとにかけ直さねばならない。鐘に選ばれた者のみが使用することができる。
エレボーレ
小型の雷雲を生み出し、雷を発生させる魔法。これでタータを驚ろかした。また、トールにお仕置きをしようとしたが、失敗した。
リルリット
他の人物や動物に変身する魔法。そっくりな姿に変身するにはパートナー同士が変身したいもののイメージを合わせる事が必要である。ジュエルペットが単体で使用する事も可能だが、ペットの魔法技術によって効果が大幅に異なった。
ロンペピーラ
マンガの世界へ入る魔法。「傑作マンガができる魔法」のつもりで魔法通販グッズ「アイアムペン」が唱えたが、誤って詠唱したもの。
ランデアーブウィーガ
ランデアーブの強化魔法。スイーツ対決でカイヤがポップコーンを増やすときに使った。
レオノーラウィーガ
レオノーラウィードの強化魔法。愛の矢を作り、当たった相手をメロメロにさせる魔法や、アメリが会場で畑を作り出したときに使用した。
ルラロイト
相手にお礼を言わせる魔法。
リムラーシカ
術者、あるいは任意の物体の数を増やす魔法。
※サマージュエルマジック（呪文ではない）
10倍魔法ともいう。夏祭り開催中にジュエルストーンを持つ者は日が暮れるまでに一度だけ、普段の10倍の威力で魔法が使える。ただし、必ず思いどおりの威力が発揮されるわけではないらしく、10倍魔法を使っておいしいケーキを焼こうとしたミリアは、10倍おいしくないケーキになってしまった。
リベアンダール
気象を操る魔法。各魔法学校の教材として使用されている魔法書『魔法科学大全』第58条32項その1に記述されている。
あかりはサマージュエルマジックの力を使い、本来天候を操る力しかないこの魔法を大花火大会のために用意された花火にまで掛け、攻撃魔法へと変質化させて竜巻を蹴散らした。
また、ジュエルスターグランプリの優勝決定戦でアルマの放ったバッデストの悪しき魔法をこの魔法を使って浄化し、優しいそよ風へと変えた。
モトレーラ
配合した薬を元に戻す魔法。
ランキーザルーク
怒りの炎を鎮める魔法。使いこなすのが難しいといわれる魔法のひとつ。
ぞわぞわコンブの怒りを鎮めるために、あかり、ミリア、沙羅とマジカルエンジェルスが共に協力して発動した。
ルバータ ルバータ
魔法の鏡に、自分の願い事を映し出す魔法。「ルバータ ルバータ・――（願い事）」という呪文になる。
ディド
1. 任意の者にコウモリの羽を生やし、宙をぐるぐると飛び回らせる魔法。
2. 扉を開ける魔法。

ラグン
レーザーのような熱線を放つ攻撃魔法。術を寸止めする事で相手を炎で炙るといった使い方も可能。
アルマがバッデストの力を得てからは大きな光弾へとパワーアップした。
メリオーラ
渦巻いた風が相手を包み、氷漬けにする攻撃魔法。まともに当たると岩をも砕くほどの力がある。
アルマがバッデストの力を得てからは渦巻く風が無数の疾風の乱射へとパワーアップした。
パララルーラ
強力な波動を放つ攻撃魔法。まともに食らえばジュエルペットもただでは済まない。
ラングーラウィード
ラングーラの強化魔法。あかりがアルマと初めて対峙したときに「勇気と宇宙の力を私に」と祈り、持てる力の限界まで引き出して発動した。この魔法でパララルーラを防ぎ、割れた大量のステンドグラスを元に戻した。
また、ジュエルスターグランプリ予選1回戦でレオンがニコラとのジュエルホッケーで、ロングシュートを放つためにこの呪文を使用した。
レンオーレウィード
瞬間移動に用いる魔法。この魔法で作り出した魔法陣の中に入ると、離れた位置へ出る。
エレボーレウィード
エレボーレの強化魔法。無数の雷を1点に集中して放つ。
エレボーレウィーガ
エレボーレウィードの強化魔法。強力な雷撃を放つ。
バルラバード
アルマがあかりを守るときに使った魔法。無数のチョウを生み出し、対象物を攻撃する魔法。使用すると魔法力を大量に消耗する。
ウィーラム ミューラム ルベラルーラ
触れた者や物にある記憶の中を覗く魔法。この魔法の名称の冒頭に「ティンクルティンクル」あるいは「グリーラグリーラ」と付ける必要はない。
ラルパータ
魔法書の封印された文字を映し出す魔法。
ワラドゥー バラドゥー アライア。ワラドゥー バラドゥー アライア。マブロバーゾ グラッパーデ
魔法の鏡に掛けられたバッデストの秘密を隠す封印を解く魔法。
ウィダー
任意の者をシャボン玉のような球体で包む魔法。
ウイードゥ
任意の者をジュエルランドとレアレア界の間へ転送する魔法。
ミステリアス ダイアモンドフラッシュ
アルマの使用する、ジュエルフラッシュに似た魔法。真の力を解放するために使用する。
ダルディ バルディ バルガ
竜巻を相手に当てる攻撃魔法。
ツワイラ ブライア ツワイラ ブライア
あらゆるものを凍らせる魔法。辺り一面を氷の世界へと変える。
ルガ
簡易的な移動魔法で、バッデストの秘密が隠された洞窟から地上へ戻る際に使用した。
ラムーラ ラムーラ ラムリアース
アルマと祐馬の母親であるフェアリーナがレアレアの夢と希望と生きる力に溢れた未来を信じ、ずっと大切にしていた「ほほえみの呪文」で、心の底から湧き上がる優しさや輝きとどんな困難にも打ち勝つ力から発せられる「本当の魔法」。悲しみから笑顔や夢と信じる心を取り戻し、傷付いた世界そのものを癒す力がある。アルマが魔法で凍らせてしまった世界を元に戻した。元々は泣き虫だった幼き頃のアルマに託されたおまじないであり、祐馬は今でもこの呪文のことを微かに覚えている。第51話で心を開いたアルマがそれを思い出し唱えた事でバッデストに乗り移られたあかりを救い、目を覚ましたあかりと全ての人々の祈りと共にバッデストを浄化し消滅させた。この魔法の名称の冒頭に「ティンクルティンクル」あるいは「グリーラグリーラ」と付ける必要はない。
音楽の実よ
音楽の実（アイテム参照）を生み出す魔法。
ミリアがこの実の力を使って心をこめて歌うことで、心の成長により新たに得た力『音符の魔法』を発動させることができる。
ミリアは「Little☆てぃんくる☆Star」（主題歌・挿入歌参照）を熱唱することで、熱を出して倒れてしまったガーネットとサンゴを優しく癒した。
クックロビン
小鳥を呼ぶ魔法。サルファーの場合はこの魔法でコウモリやトリパカを呼び寄せた。
リグロスファール
プラネタリウムを見せる魔法。
レオノーラウィード
レオノーラの強化魔法。物体の出現、広範囲にわたる物体の消去を行った。魔法陣を盾として使うこともできる。
オンディーヌ
水を操る魔法。この魔法を用いて水でできた竜を作り出し、使役させるといった使い方も可能。
ルームブファルーア
枯れた植物を蘇生する魔法。使いこなすのが難しい魔法のひとつ。沙羅と共に心をひとつにして唱え、成功させた。
ツルスッテン
バナナの皮を生み出す魔法。
ウィドーラ
風を操る魔法。
フワプッカ
物を宙に浮かせる魔法。
コロリージョン
虫の撃退スプレーを生み出す魔法。
リガ
1. 自分の片手首と、任意の者の片手首を手錠のようにつなぐ魔法。
2. 強力な衝撃波を放つ魔法。西の洞窟のオババが張ろうとした結界をいとも簡単に弾いた。

ドルー
ウィダーに同じ。
ヴィラクルスウィード
アルマが無限の力を解き放つときに使った魔法。相手の動きを完全に封じ込める。
バラライト・ルルライト
アルマが幼い頃に呪縛の魔法を解く時に使用していた魔法で、モルダヴァイト校長はこの呪文の存在を思い出し、ヴィラクルスウィードの呪縛を解いた。
レラビーダ
あらゆる物事を封印、またはその封印を解く魔法。「真実よ、時を超えてよみがえれ」と唱えることで過去に封印した真実を映し出した。また、「良き魔法の力よ、聖なる輝きとなれ」と唱えることで更なる上級魔法、レラビーダウィーガの発動準備を整える役割もする。基本的にこの魔法の名称の冒頭に「ティンクルティンクル」あるいは「グリーラグリーラ」と付ける必要はないが、例外として限定的な使用に限り付けることがある。ルビーはこの呪文を使いバッデストの呪縛からあかりを解放した。
レラビーダ系の魔法にはバッデストの悪しき魔法を打ち破る破邪の力も秘められている。
レラビーダウィーガ
後述するレラビーダウィードの強化魔法で、バッデストを封印する際に使った大規模な魔法。レラビーダ ウィーグスと呼んだりもする。「聖なる光よ、悪しき魔法を封印したまえ」と唱えることで発動するが、発動には良き魔法の力が必要であり、その証であるジュエルストーンを全て捧げる必要がある。西の洞窟のオババの姿から真の姿へと変身したアルビアーナ、泉のドラゴン、モルダヴァイト校長、ハーライトに、魔法学校の生徒からはあかり、ミリア、沙羅、レオン、ニコラ、彼ら5人のジュエルペット全てが結集して放たれた大魔法となった。発動するとジュエルランドの女王ジュエリーナの途方もない力の一部をその場に顕現し、女王自らが抱きしめるような形で全てを優しく包み込み、あらゆる悪しき魔法を封印した。この魔法の名称の冒頭に「ティンクルティンクル」あるいは「グリーラグリーラ」と付ける必要はない。
パピリット
チョウの大群を生み出して操る魔法。作中では対象物を絡め取るのに使用した。
サンバーラ
術者を除く、周囲の広範囲の者にサンバを踊らせる魔法。
アンディーフィーサ トーネッガ ウィード
ジュエルスターグランプリ予選第2回戦で沙羅の対戦相手の少年が使用した魔法。
ララルーラウィード
ララルーラの強化魔法。
衣服を変化させ、それを周囲の者にまで影響させる魔法。また、この魔法を使って雲に変身したりした。
バルバレーン
複数の風船を生み出す魔法。この魔法を使って空を飛ぶことも可能だが、基本的には普通の風船と同様に割れやすい。
リトルノーレ
恋薬の魔法を解く魔法。意図しない相手の魔法を解いた場合は、それにより生じた記憶も消し去ってしまう。
リクネーラ
物を一瞬の内に消す魔法。各魔法学校の教材として使用されている魔法書『魔法科学大全』第1260条305項その3に記述されている。
ライガーレ
移動速度を変える魔法。「ライガーレ スピードアップ」と唱えることで、移動速度を劇的に速くすることができる。いかなる移動手段にかかわらずに速度を上げるが、反面ブレーキなどの制御が難しい。
スニーラリホー
壁などの障害物を通り抜ける魔法。
オンディーヌウィード
オンディーヌの強化魔法。術者の身体を液状化させる。どんなに狭い隙間でもすり抜けられるが、氷結系の魔法には弱い。
リムラーシカウィーガ
リムラーシカの強化魔法。爆発的な速度で術者を増やすことができる。
バドゥサ ラビウーラ
相手の足元に「魔法の底なし沼」を生み出す。レンオーレウィードなどの強力な魔法を使わないと脱出できない。
ラドリアールバザーラ ラドリアールバザーラ ビィザドリーザ
氷の精霊が作ったといわれる伝説の剣「ブリザードの剣」を呼び出す魔法。
プランドール
炎を纏った衝撃波を相手に放つ攻撃魔法。
バルドルーガ
術者を巨大な氷の精霊のような姿に変える魔法。
ランドルダール
相手に突撃する攻撃魔法。
ドゥラ
ラングーラに同じ。
ギゼラ
任意の物体を木っ端微塵にする魔法。
ボッボーレウィード
術者を模した分身を生み出す魔法。操ることができ、魔法力で動かせない物や直接触れられない物などに触れることができる。
ベラルーガ
竜を生み出す魔法。この竜は術者の思い通りに姿形を変え、魔法力で動かせない物や直接触れられない物などでもつかむことができる。
ヴェガ
ベラルーガを制御する魔法。
アディマルリア
魔法を分析する魔法。複数の魔法陣で球体を形成し、そこへ閉じ込めた魔法を様々な角度から分析する。
マジカルライキューマ
沙羅が独自に編み出した魔法。結界に触れた魔法の魔法素粒子の配列を変え、別の物質に変換する。いかなる魔法も魔法陣ごと書き換えて無力化することができる。魔法力の消耗も激しく、強い魔法力を持つ魔法を変換するほど消耗してしまう。
魔法の力を別の物質に変える魔法はジュエルランドの歴史始まって以来の大発明だという。
ラグナーガ
ラグンの強化魔法。
サンディグーガ
エレボーレウィーガをもさらに上回る雷撃を放つ魔法。無数の強力な雷を一点に集中して放つ。
ラベリーザ ドリーガ ラベリーザ ドリーガ
無数の黒いチョウを生み出し、使役する魔法。西の洞窟のオババはこの魔法が「悪しき呪文」ではないかと疑っていた。バルラバードにパピリットの効果も兼ね備え、威力も更に強力なものになっている。魔法力の消耗が激しい。
ヴァレリアーガ
ラベリーザ ドリーガ ラベリーザ ドリーガを制御する魔法。
レラビーダウィード
レラビーダの強化魔法で、聖なる光の力で魔法の対象者に向けられるあらゆる攻撃を一時的に止める。アルマと祐馬の命を救うがためにバッデストの直接封印の手段を断たれた状況で、ジュエリーナの呼びかけにより大会の運営に従事していた全魔法学校関係者ならびにあかりの応援に駆けつけた全魔法使い、泉のドラゴン、招集されたジュエルペットたちすべてが結集して放たれた。バッデストの内部にて攻撃を受けていたあかりとルビーを守り、行く手を阻むものすべての動きを止めた。この魔法の名称の冒頭に「ティンクルティンクル」あるいは「グリーラグリーラ」と付ける必要はない。
※ミラクルジュエルマジック（呪文ではない）
アイテム参照。

## 登場する生き物や植物・自然
千夜一夜草
アイテム参照。
キノコ族
主に迷いの森に生息するカラフルなキノコそっくりの姿をしている種族。普段はキノコ族が暮らす広場で普通のキノコのようにじっと地面に埋まって過ごしているが、驚いたりすると動き出す。また、身の危険を感じると増える（分裂する）習性も持つ。タータとは仲が良い。
第41話では王様派と大臣派の2つの勢力に分かれ戦をしていたが、あかりたちの活躍で和解する。
ブラボーの樹
誰かが通ると葉っぱが拍手する。
クルクーラの花
花をじっと見ていると、花弁が回りだして目が回ってしまう。
トゲラン
獲物が近づくと食虫植物のように動き出して棘で刺してくる危険植物。刺されると、刺されたところから体が石になってしまう。
トリパカ
ダチョウのような体に、アルパカのような羽毛に覆われたピンク色の鳥。歩行および走行はダチョウに似る。南にあるトリパカの谷にしか生息していないのでとても珍しい。背中に乗れば大人しくなって言うことを聞くが、とても素早く臆病で捕まえるのはとても難しい。臆病といっても人間やジュエルペットを見ても怖がって逃げ出すというわけではなく、むしろ捕まえようとする相手をからかいながら逃げていく遊び好きなところがある。自分たちを捕まえようとする相手が現れても特に敵意を示したりはしないが、子供のトリパカに手を出すと群れ全体で怒って攻撃してくる。トリパカの羽は「夢見るウェディングドレス」の材料になる。
口ずさみ草
口ずさむように歌を歌う花。
ぞわぞわコンブ
海藻の一種。触れると体に電気が流れる。ワカメと間違われると逆鱗に触れ、コンブの檻で閉じ込めてしまう。魔法を吸収してしまうので、閉じ込められると中から魔法で抜け出すことができなくなる。
音楽の実
アイテム参照。
ジュエルフラワー
各魔法学校に一輪ずつ植えられている。
ジュエルストーンを12個集めた者がジュエルランドにある人数集まることにより、一斉に花が咲き始めてグランプリが開催される。
その「ある人数」というのはフラワーの気分次第というが、ジュエルランドを良き魔法力でどれだけ満たすかに関係があるという。
青き宝石
作中ではあまり詳しく語られてはいないが、天空に浮かぶ大きな月はかつて「青き宝石」と讃えられた豊かな星であったが、ジュエリーナの力で防ぎ切れなかったバッデストの影響により滅んでしまった。
バッデスト消滅後はその呪縛もとけたのだが、物語のエンディングのラスト直前で地球にそっくりな星へと姿を変えている。これがあかり達の住むレアレア界とどういった因果関係があるのかは不明である。

## ドッキ☆ドキ☆ジュエルランドのひみつ!
第2話からミルキィ、ルナがジュエルペットや魔法学校を紹介するミニコーナーとして組み込まれた。また回によってはアメトリン、トリスティンが進行役として紹介することがある。第43話以降はジュエルランドの案内役のジャスパーが進行役となっている。
| 話数                         | 紹介した内容                     |
| ---------------------------- | -------------------------------- |
| 2 - 5、9、13、16、22、23、24 | ジュエルペット、ジュエルチャーム |
| 6 - 7、10                    | 魔法学校                         |
| 8                            | ジュエルスター                   |
| 11                           | ジュエルポッド                   |
| 12、18、19、20、21           | 魔法の呪文                       |
| 14                           | タイムトリップのゲート           |
| 15                           | ジュエルランド                   |
| 17                           | 植物                             |

- 第7話ではアメトリン、トリスティンが進行役。

## スタッフ
- 原作 - サンリオ、セガトイズ
- 監督 - 山本天志
- シリーズ構成 - 島田満
- キャラクターデザイン - 伊部由起子、宮川知子
- CGディレクター - 佐藤淳也、齋藤仁（テレビシリーズのみ）
- 美術監督 - 春日礼児
- 色彩設計 - 津守裕子
- 撮影監督 - 鎌田克明、五十嵐慎一（テレビシリーズのみ）
- 編集 - 中葉由美子（テレビシリーズのみ）、村井秀明
- 音響監督 - 岩浪美和
- 音楽 - 浜口史郎
- 音楽プロデューサー - 八木仁、澁谷知子
- プロデューサー
  - （テレビシリーズ） - 奈良初男、可知秀幸、鈴木隆浩（第16話まで）、大野亮介（第17話より）
  - （特別編） - 鷹野浩士、利根りか
- アニメーションプロデューサー - せきやまあきひろ（テレビシリーズ）、川﨑とも子（特別編）
- アニメーション制作 - スタジオコメット（テレビシリーズ[8]）、ゼクシズ（特別編）
- 製作
  - （テレビシリーズ） - テレビ東京、テレビ東京メディアネット、ウィーヴ
  - （特別編） - フロンティアワークス、ウィーヴ

## 主題歌・挿入歌
- オープニングエンディング、共に第27話から第39話までは2番の歌詞を使用している。

オープニングテーマ - 「Happy☆てぃんくる」
作詞 - 森由里子 / 作曲 - 岩崎貴文 / 編曲 - 亀山耕一郎 / 歌 - 増山加弥乃 with ルビー（齋藤彩夏） & ラブラ（沢城みゆき）
- 第52話では、合唱Ver.が使用され、映像も特別仕様となっている。
- 特別編では2番まで使用され、その回を担当したスタッフがすべてクレジットされた。

エンディングテーマ - 「空ニラクガキ」
作詞 - 森由里子 / 作曲 - 松本タカヒロ / 編曲 - 新井理生 / 歌 - あかり（高森奈津美）、ミリア（竹達彩奈）、沙羅（片岡あづさ）
- 第52話はフルコーラスで使用され、2番以降は合唱Ver.となり、本作に関わった全てのスタッフがクレジットされた。

特別編エンディングテーマ - 「ほほえみの呪文 〜みんな笑顔になぁれ〜」
作詞 - 森由里子 / 作曲 - 浜口史郎 / 編曲 - 岡崎雄二郎 / 歌 - あかり（高森奈津美）、ミリア（竹達彩奈）、沙羅（片岡あづさ）、アルマ（高本めぐみ）
- クレジットはその回のキャスト、エンディングテーマ、制作会社などに加え、クレジットカード決済によるBlu-ray BOX購入者の希望者の名前と誕生日が表示される（後述）。

挿入歌
「Little ☆ てぃんくる ☆ Star」（第28話）
作詞 - 森由里子 / 作曲 - 坂部剛 / 編曲 - 亀山耕一郎 / 歌 - ミリア（竹達彩奈）

## 各話リスト
| 話数   | サブタイトル                   | 脚本       | 絵コンテ       | 演出           | （総作画監督） 作画監督           | 初放送日      | 収録DVD |
| ------ | ------------------------------ | ---------- | -------------- | -------------- | --------------------------------- | ------------- | ------- |
| 第1話  | ルビーとあかりでドッキ☆ドキ!   | 島田満     | 山本天志       | 菅原静貴       | 吉田大輔                          | 2010年 4月3日 | VOL.1   |
| 第2話  | 夢みるジュエルでドッキ☆ドキ!   | 島田満     | 稲垣隆行       | 山本靖貴       | 原由美子                          | 4月10日       | VOL.1   |
| 第3話  | ラブラのひみつでドッキ☆ドキ!   | 島田満     | 臼田美夫       | 岡辰也         | 杉藤さゆり 野道佳代               | 4月17日       | VOL.1   |
| 第4話  | ミリアの魔法でドッキ☆ドキ!     | 成田良美   | 三沢伸         | 小林浩輔       | 古池ゆかり                        | 4月24日       | VOL.1   |
| 第5話  | 消えて縮んでドッキ☆ドキ!       | 江夏由結   | 石踊宏         | 石踊宏         | 松本勝次                          | 5月1日        | VOL.1   |
| 第6話  | 魔法通販でドッキ☆ドキ!         | 山田隆司   | 川崎逸朗       | 関野圭一       | 一川孝久                          | 5月8日        | VOL.1   |
| 第7話  | 月夜の魔法でドッキ☆ドキ!       | 島田満     | 稲垣隆行       | 稲垣隆行       | 小泉初栄                          | 5月15日       | VOL.2   |
| 第8話  | ディンドンベルにドッキ☆ドキ!   | 金春智子   | 稲垣隆行       | 菅原静貴       | 梶浦紳一郎 原由美子               | 5月22日       | VOL.2   |
| 第9話  | 初めての試験でドッキ☆ドキ!     | 長谷川勝己 | うえだひでひと | うえだひでひと | 鳥宏明 金城美保 仁井宏隆          | 5月29日       | VOL.2   |
| 第10話 | ふしぎな夜にドッキ☆ドキ!       | 江夏由結   | 川崎逸朗       | 小林浩輔       | 古池ゆかり                        | 6月5日        | VOL.2   |
| 第11話 | パパの会社でドッキ☆ドキ!       | 山田隆司   | 石踊宏         | 石踊宏         | 松本勝次                          | 6月12日       | VOL.2   |
| 第12話 | 夢とマンガでドッキ☆ドキ!       | 島田満     | 稲垣隆行       | 福井俊介       | 一川孝久                          | 6月19日       | VOL.2   |
| 第13話 | レオンの秘密でドッキ☆ドキ!     | 成田良美   | 山本靖貴       | 山本靖貴       | 小泉初栄                          | 6月26日       | VOL.3   |
| 第14話 | ミリアの歌でドッキ☆ドキ!       | 池田眞美子 | 福冨博         | 菅原静貴       | 原由美子                          | 7月3日        | VOL.3   |
| 第15話 | スィーツバトルでドッキ☆ドキ!   | 江夏由結   | 喜多谷充       | 関野圭一       | 梶浦紳一郎                        | 7月10日       | VOL.3   |
| 第16話 | ライバル登場!?でドッキ☆ドキ!   | 山田隆司   | うえだひでひと | 徐恵眞         | 仁井宏隆 金城美保                 | 7月17日       | VOL.3   |
| 第17話 | 虹のシュートでドッキ☆ドキ!     | 金春智子   | 宮崎なぎさ     | 安藤健         | 佐々木貴宏 福士真由美 伊部由起子  | 7月24日       | VOL.3   |
| 第18話 | オババの試験でドッキ☆ドキ!     | 長谷川勝己 | 石踊宏         | 石踊宏         | 松本勝次                          | 7月31日       | VOL.3   |
| 第19話 | ニコラとチターナでドッキ☆ドキ! | 江夏由結   | 稲垣隆行       | 友田政晴       | 小泉初栄                          | 8月7日        | VOL.4   |
| 第20話 | 10倍魔法でドッキ☆ドキ!         | 池田眞美子 | 喜多谷充       | 関野圭一       | 一川孝久                          | 8月14日       | VOL.4   |
| 第21話 | どっちがどっちでドッキ☆ドキ!   | 長谷川勝己 | 山本靖貴       | 山本靖貴       | 原由美子                          | 8月21日       | VOL.4   |
| 第22話 | 夏だっ!海だっ!でドッキ☆ドキ!   | 金春智子   | 福冨博         | 菅原静貴       | 梶浦紳一郎                        | 8月28日       | VOL.4   |
| 第23話 | 謎の魔法使いにドッキ☆ドキ!     | 島田満     | 宮崎なぎさ     | 徐恵眞         | 烏宏明 仁井宏隆                   | 9月4日        | VOL.4   |
| 第24話 | 謎の旧校舎でドッキ☆ドキ!       | 島田満     | 石踊宏         | 石踊宏         | 松本勝次 伊部由起子               | 9月11日       | VOL.4   |
| 第25話 | 禁断の呪文にドッキ☆ドキ!       | 島田満     | 石踊宏         | 佐々木浩一     | （伊部由起子） 古池ゆかり         | 9月18日       | VOL.5   |
| 第26話 | ほほえみの呪文にドッキ☆ドキ!   | 島田満     | 稲垣隆行       | 関野圭一       | 小泉初栄 伊部由紀子               | 9月25日       | VOL.5   |
| 第27話 | マンガ合宿でドッキ☆ドキ!       | 中村誠     | 喜多谷充       | 友田政晴       | 福士真由美 鶴田愛                 | 10月2日       | VOL.5   |
| 第28話 | 音符の魔法でドッキ☆ドキ!       | 山田隆司   | 山本靖貴       | 山本靖貴       | 一川孝久                          | 10月9日       | VOL.5   |
| 第29話 | イケメンバトルでドッキ☆ドキ!   | 江夏由結   | 渡部穏寛       | 渡部穏寛       | 烏宏明 金城美保 仁井宏隆          | 10月16日      | VOL.5   |
| 第30話 | 思い出の写真にドッキ☆ドキ!     | 島田満     | 石踊宏         | 石踊宏         | 松本勝次                          | 10月23日      | VOL.5   |
| 第31話 | 沙羅とサフィーでドッキ☆ドキ!   | 金春智子   | 稲垣隆行       | 佐藤和磨       | 梶浦紳一郎                        | 10月30日      | VOL.6   |
| 第32話 | 魔法運動会でドッキ☆ドキ!       | 長谷川勝己 | 喜多谷充       | 安藤健         | 松岡謙治 吉本拓二                 | 11月6日       | VOL.6   |
| 第33話 | 夢に向かってドッキ☆ドキ!       | 中村誠     | 宮崎なぎさ     | 関野圭一       | 小泉初栄                          | 11月13日      | VOL.6   |
| 第34話 | 天秤にかけてドッキ☆ドキ!       | 山田隆司   | 福冨博         | 友田政晴       | 福士真由美 飯田清貴               | 11月20日      | VOL.6   |
| 第35話 | 熱血コハクでドッキ☆ドキ!       | 池田眞美子 | うえだひでひと | うえだひでひと | 烏宏明 野道佳代 仁井宏隆          | 11月27日      | VOL.6   |
| 第36話 | アルマと祐馬でドッキ☆ドキ!     | 島田満     | 山本靖貴       | 山本靖貴       | 一川孝久                          | 12月4日       | VOL.6   |
| 第37話 | アルマの叫びにドッキ☆ドキ!     | 島田満     | 石踊宏         | 石踊宏         | 松本勝次                          | 12月11日      | VOL.7   |
| 第38話 | 花の封印にドッキ☆ドキ!         | 島田満     | 稲垣隆行       | 福井俊介       | 梶浦紳一郎                        | 12月18日      | VOL.7   |
| 第39話 | スノーナイトでドッキ☆ドキ!     | 金春智子   | 宮崎なぎさ     | 佐藤和磨       | 小泉初栄                          | 12月25日      | VOL.7   |
| 第40話 | キラキラコロンでドッキ☆ドキ!   | 江夏由結   | 喜多谷充       | 花井宏和       | 菅野智之 吉本拓二                 | 2011年 1月2日 | VOL.7   |
| 第41話 | キノコの森でドッキ☆ドキ!       | 山田隆司   | 福冨博         | 関野圭一       | 福士真由美 飯田清貴               | 1月8日        | VOL.7   |
| 第42話 | グランプリ開幕でドッキ☆ドキ!   | 中村誠     | 石踊宏         | 徐恵眞         | 烏宏明 金城美保 野道佳代 仁井宏隆 | 1月15日       | VOL.7   |
| 第43話 | レオンとニコラでドッキ☆ドキ!   | 長谷川勝己 | 山本靖貴       | 山本靖貴       | 一川孝久                          | 1月22日       | VOL.8   |
| 第44話 | 夢のドレスでドッキ☆ドキ!       | 中村誠     | 石踊宏         | 石踊宏         | 松本勝次                          | 1月29日       | VOL.8   |
| 第45話 | ラブラブ大作戦でドッキ☆ドキ!   | 池田眞美子 | 宮崎なぎさ     | 福井俊介       | 梶浦紳一郎 木下由美子             | 2月5日        | VOL.8   |
| 第46話 | 逆転また逆転でドッキ☆ドキ!     | 山田隆司   | 川崎逸朗       | 佐藤和磨       | 小泉初栄                          | 2月12日       | VOL.8   |
| 第47話 | 謎の少女にドッキ☆ドキ!         | 島田満     | 福冨博         | 安藤健         | 吉本拓二 菅野智之                 | 2月19日       | VOL.8   |
| 第48話 | あかりとミリアでドッキ☆ドキ!   | 金春智子   | 宮崎なぎさ     | 関野圭一       | 飯田清貴 福士真由美               | 2月26日       | VOL.8   |
| 第49話 | 沙羅のピンチにドッキ☆ドキ!     | 島田満     | うえだひでひと | 徐恵眞         | 烏宏明 野道佳代 仁井宏隆 山崎正和 | 3月5日        | VOL.9   |
| 第50話 | 最後の魔法にドッキ☆ドキ!       | 島田満     | 石踊宏         | 石踊宏         | （伊部由起子） 松本勝次           | 3月19日       | VOL.9   |
| 第51話 | 輝く奇跡にドッキ☆ドキ!         | 島田満     | 川崎逸朗       | 山本靖貴       | 野田康行 高橋敦子                 | 3月26日       | VOL.9   |
| 第52話 | 3つの願いにドッキ☆ドキ!        | 島田満     | 宮崎なぎさ     | 山本天志       | 伊部由起子 宮川知子               | 4月2日        | VOL.9   |
| 特別編 | ほほえみの虹にドッキ☆ドキ!     | 島田満     | 山本天志       | 山本天志       | 伊部由起子                        | -             | BD-BOX  |

## 放送局

### 日本国内での放送
| 放送地域       | 放送局             | 放送期間                                       | 放送日時                            | 放送系列       | 備考   |
| -------------- | ------------------ | ---------------------------------------------- | ----------------------------------- | -------------- | ------ |
| 関東広域圏     | テレビ東京         | 2010年4月3日 - 2011年4月2日                    | 土曜 9:30 - 10:00                   | テレビ東京系列 | 製作局 |
| 岡山県・香川県 | テレビせとうち     | 2010年4月4日 - 2011年4月3日                    | 日曜 7:00 - 7:30                    | テレビ東京系列 |        |
| 福岡県         | TVQ九州放送        | 2010年4月4日 - 2011年4月3日                    | 日曜 7:00 - 7:30                    | テレビ東京系列 |        |
| 大阪府         | テレビ大阪         | 2010年4月4日 - 2011年4月3日                    | 日曜 10:30 - 11:00                  | テレビ東京系列 |        |
| 北海道         | テレビ北海道       | 2010年4月11日 - 2011年4月3日                   | 日曜 7:00 - 7:30                    | テレビ東京系列 |        |
| 愛知県         | テレビ愛知         | 2010年4月11日 - 2011年4月3日                   | 日曜 7:00 - 7:30                    | テレビ東京系列 |        |
| 奈良県         | 奈良テレビ         | 2010年4月16日 - 2011年4月8日                   | 金曜 7:30 - 7:59                    | 独立UHF局      |        |
| 和歌山県       | テレビ和歌山       | 2010年5月4日 - 12月28日 2011年1月8日 - 5月14日 | 火曜 17:30 - 18:00 土曜 8:30 - 9:00 | 独立UHF局      |        |
| 日本全域       | キッズステーション | 2010年8月30日 - 2011年6月                      | 月曜 7:30 - 8:00 月曜 18:30 - 19:00 | CS放送         |        |

- 第50話（当初予定は、テレビ東京は2011年3月12日、その他のTXN系列は3月13日放送）は、テレビ大阪を除き2011年3月11日に発生した東北地方太平洋沖地震の報道特番のため放送休止となった。放送休止となった局は翌週の3月19日および20日に放送され、テレビ大阪の3月20日放送分は休止となった。

#### インターネット動画配信
U-NEXT
2014年11月19日に配信開始。
※現在では配信を終了している
YouTube
アニメジュエルペット放映開始10周年記念としてサンリオチャンネルより2019年7月30日から期間限定で全話無料配信開始。

### 日本国外での放送
時間帯は全て現地時間。
香港
2011年7月12日から2012年1月4日無綫電視翡翠台にて、『寶石寵物II』のタイトルで毎週火曜、水曜の17時20分-17時50分に放送。広東語 & 日本語二ヶ国語放送、繁体字字幕あり。
TVB兒童台
台湾
YOYO TV
韓国
JEI-TV、Daekyo Kids TV、カートゥーン ネットワーク
フランス
Teletoon+
スペイン
Boing
メキシコ
Canal de las Estrellas
ポルトガル
Canal Panda
中東
Spacetoon

## 関連商品
販売、発売はサンリオの方針により日本国内限定に制限されている。

### CD
CDは全て日本コロムビアから発売。
Happy☆てぃんくる/空ニラクガキ
発売日：2010年6月23日
通常版と限定版同時発売。限定版はDVD付属。
ジュエルペットてぃんくる うたって♪CDブック（日本コロムビア版）
発売日：2010年7月21日
オープニング「Happy☆てぃんくる」とエンディング「空ニラクガキ」、インストゥルメンタル「てぃんくる てぃんくる☆」3曲と、「あかりちゃんのメッセージ」が収録。アニメキャラ紹介、アニメ名場面掲載。
ジュエルペット てぃんくる☆ はっぴぃ☆はっぴぃミュージック
発売日：2010年8月18日
オープニング「Happy☆てぃんくる」とエンディング「空ニラクガキ」のTVサイズ、てぃんくる☆で使用された専用BGMを52曲、計54曲収録。
ジュエルペット きらぴか☆ソング
発売日：2010年12月1日
第1期・第2期のオープニング、エンディング、ミリアの挿入歌「Little☆てぃんくる☆Star」、サンリオピューロランドのステージイベントにて使用されている曲を収録。初回生産、ラミネートシール付属。

### DVD
DVD-BOX、単巻版はフロンティアワークス、DVDブックは販売元：ウィーヴ、日本コロムビア 発売元：ヴィレッジブックス
DVDブックは各4話収録、4コマ漫画（作者、たまご）、キャラクター紹介、関連商品などが掲載。
なお、DVDブックは3巻で発売中止になったとシリーズ構成の島田が自身のTwitterで発言している（レンタル版は4巻以降も発売されている）。
ジュエルペットてぃんくる☆DVDブック1
発売日：2010年6月30日
第1話~第4話収録。
ジュエルペットてぃんくる☆DVDブック2
発売日：2010年8月30日
第5話~第8話収録。
ジュエルペットてぃんくる☆DVDブック3
発売日：2010年12月10日
第9話~第12話収録。
ジュエルペットてぃんくる☆DVD-BOX
発売日：2011年7月22日
全52話収録のDVD9枚組。封入特典、特製ブックレット、アニメ版新規描き下ろしイラストボックス、ピクチャーレーベル仕様。アニメイト通販およびフロンティアワークス通販限定特典、「特製ミニまくら」。
単巻版（いずれも各巻にポストカード封入）
第1巻 - 第3巻
発売日：2012年11月13日
第4巻 - 第6巻
発売日：2012年12月27日
第7巻 - 第9巻
発売日：2013年1月16日

### DVD+CD
フロンティアワークスからDVDとCDの2枚組をセットしたファンディスクを発売
ジュエルペット てぃんくる☆ ファンディスク
発売日：2011年9月9日
DVDにはTVシリーズ全52話の中から選んだベストセレクションエピソードを3本収録され、新たに副音声収録による監督の山本、キャラクターデザインの伊部、脚本の島田の各スタッフキャストによるメイキングトークを新たに収録。
CDには脚本の島田によるによる録り下ろしよる新作サウンドドラマを収録。
ジャケットのイラストは伊部、コラムは松井彰彦による。
2011年8月12日から14日にかけて東京ビッグサイトで開催されたコミックマーケット80にて伊部によるラフ画が収録された資料集が付いた数量限定版が先行販売を実施した。

ジュエルペット てぃんくる☆ ファンディスクF
発売日：2012年1月16日
DVDには前作同様TVシリーズ全52話の中から選んだベストセレクションエピソードを4本収録され、副音声収録による監督の山本、キャラクターデザインの伊部、脚本の島田の各スタッフに加え、新たに高森奈津美、竹達彩奈、片岡あづさキャストによるメイキングトークを収録の他、新作映像が新たに制作され収録されている。
CDには発売中の「ジュエルペット てぃんくる☆ はっぴぃ☆はっぴぃミュージック」未収録のBGM15曲とHappy☆てぃんくると空ニラクガキのテレビサイズver.2、Happy☆てぃんくるのメロディ入カラオケが収録。
ブックレットには島田による『あかりちゃんの日記』を掲載。
ジャケットは前作と同様、イラストは伊部、コラムは松井彰彦による。
「特製ミニまくら」（全4種類、DVD-BOXとは別柄）応募者全員サービスの申し込みパスワード付属。
2011年12月29日から31日にかけて東京ビッグサイトで開催されたコミックマーケット81にて伊部と宮川、山本による新作映像に使われた資料集と伊部による描き下ろしイラストにキャストサインを添えた色紙のミニサイズレプリカ（複製原画）が付いた数量限定版が先行販売を実施した。

### Blu-ray+CD
フロンティアワークスからBlu-ray DiscとCDの2枚組をセットしたファンディスクを発売。今作ではジュエルペットシリーズ初のBlu-rayソフト化。
ジュエルペット てぃんくる☆ ファンディスクBD
発売日：2012年9月9日
映像（Blu-ray Disc） + 音声（CD）の2枚組。映像DISCはセレクション・エピソード4本をアップコンバートした収録（本作のマスターがSDマスターの為）。ファンディスクFで制作した新規映像「Happy☆てぃんくる」のHDサイズ版（1080/24p）も収録。元々HD制作映像、プルダウン無しの本来のマスター準拠映像として収録。
CDには、新規収録のキャラクターソングを2曲収録。
限定版には複製原画によるあかり役の高森による直筆サインとシリアルNo.入額装仕様・高級複製原画付。
2012年8月10日から12日にかけて東京ビッグサイトで開催のコミックマーケット82にて限定版を数量限定先行販売。

### Blu-ray
ジュエルペット てぃんくる☆ ファンディスクS
発売日：2018年7月22日
TVシリーズ全52話の中からTwitterの投票数により選んだベストセレクションエピソード12話を収録され、更に完全予約生産限定Blu-ray BOX版のみ収録されていた完全新作エピソード特別編「ほほえみの虹にドッキ☆ドキ!」も収録され、全13話をBlu-ray Disk1枚に収録。
ED主題歌「空ニラクガキ」フルサイズにのせた、ファンディスクSオリジナルの新作映像を制作した「空ニラクガキ」ver.S(約4分)を収録。
「ほほえみの虹にドッキ☆ドキ! 」制作時の新規設定画など掲載したブックレットを付属。
通常版は複数の店頭またはweb通販販売され、更にフロンティアワークス限定ジャケットイラストをあしらったB1サイズの書下ろしタペストリーも販売された。

### Blu-ray BOX
フロンティアワークスから2012年10月18日に生産、発売する事をフロンティアワークスアンテナショップ公式サイトにて発表された。
ジュエルペット てぃんくる☆ Blu-ray BOX完全予約限定生産
発売日：2013年7月22日発売
本編全52話・Blu-ray Disc9枚組。Blu-ray仕様：50GB／AVC／リニアPCMステレオ
元々全52話はSDマスターで制作していた為Blu-ray化に伴い、HDアップコンバート（1080p）して収録。
商品には以下の特典も同梱された。
1完全新作エピソード。HD制作、約20分、アニメーション制作はゼクシズ。特別編「ほほえみの虹にドッキ☆ドキ!」
2「完全版サウンドトラック」既にCD化されたBGMに加え、未CD化の楽曲を含めたサウンドトラックのコンプリートver。（82トラック）
3「てぃんくる☆くらふぃ」2013年5月まで書かれたてぃんくる☆関連のイラストを網羅した画集
4 特製書き下ろし収納ジュエルボックスとスタッフ、キャスティング複製直筆サイン色紙
5クレジットカード決済のみ限定希望者としてエンドロールクレジット＋PC壁紙特典。また、新作アニメのエンドロールに貴方の“お名前／誕生日”をクレジット

ジュエルペット てぃんくる☆ Blu-ray BOXスタンダードエディション
発売日：2015年7月22日
上記の廉価版であり、完全予約限定生産販売に付いてた5大特典は省いた(新エピソード、特別編も含む)本編Disc全9枚組のみの商品で、新たにスタンダードエディション版用の書き下ろしジャケットが用意されている。
販売チャンネルも販売制限が無くなった為店頭やwab通販サイトでなどでも購入が可能になっている。(購入特典は無し)

### 書籍
アニメ版は全て小学館から発売。
小学館のテレビ絵本シリーズ ジュエルペット てぃんくる☆
発売日：2010年6月15日
キャラクターの紹介、第1話のストーリー収録。
知育ちがいさがしブック ジュエルペット てぃんくる☆
発売日：2010年6月17日
難易度は5段階。右ページと左ページ5つの違い、4つの場面の中から1つだけ違う場面、キャラクター紹介も収録。
ジュエルペットてぃんくる うたって♪CDブック（小学館版）
発売日：2010年7月21日
内容は表紙の一部を除く上記の日本コロムビア版と同一のもの。
てんとう虫コミックススペシャル ジュエルペットてぃんくる☆ 1
発売日：2010年7月28日
前作に引き続きぷっちぐみで連載された森江真子よる作品で、前作の後半から本作の中盤までとぷっちぐみ増刊「ジュエルペットファンvol.2」連載分を収録。
ジュエルペット てぃんくる〜ジグソーパズルブック〜
発売日：2010年8月9日
ピース数は初級、中級、上級の3段階。各級の2種類の絵柄と6種類のイラストを用意。一部描きおろし。

### 文具
販売元：サンリオ、発売元：ショウワノートからぬりえ、デラックスきせかえ、かるた、すごろくふくわらい発売。

### アニメグッズ
アニメ版関連グッズも発売。いずれもサンリオからライセンス承認商品。
ムービック
布ポスター、設定資料集、クリアファイル
発売日：2011年3月24日
また、2011年3月24日から4月24日（応募締切は28日まで）まで全国のアニメイトおよびアニメイトオンラインショップで声優3人と伊部による直筆サイン色紙抽選で30名に当たるスタンプキャンペーンを実施した。
抱き枕カバー（あかり、ミリア、沙羅）
発売日：2011年9月29日
スクールカレンダー、ラバーストラップ（あかり＆ルビー＆ラブラ、ミリア＆ガーネット＆サンゴ、沙羅＆サフィ＆ペリドット）
発売日：2015年1月30日
アクリルフィギュアシート Aセット（あかり＆アルマ）、Bセット（ミリア＆沙羅）、Cセット（あかり普段着＆ルビー）、Dセット（あかり魔法服１年生＆ラブラ）
発売日：2018年1月10日
限定生産のA+Bセット、またはC+Dセットをそれぞれ購入で各描きおろし複製ミニ色紙付属
フロンティアワークス通販限定で2017年11月1日から11月30日まで予約受付、コミックマーケット93（2017年12月29日〜12月31日）でフロンティアワークスブースにて先行販売を実施した。

セガプライズ
アミューズメント商品で発売
ジュエルペット てぃんくる☆プレミアムフィキュア「桜あかり」
発売日：2014年9月12日
ジュエルペット てぃんくる☆プレミアムフィキュア「ミリア」
発売日：2014年12月11日

エクサム
「ジュエルペットと魔法のエプロン」の関連商品
タペストリー
第10弾ミラクルレア(MR)と第13弾イリュージョンレア(IR)描きおろしカードのあかり、ミリア、沙羅の魔法服姿6年生バージョンのタペストリー3枚セット。
B2(縦728mm×横515mm)、生地：スウェード（ポリエステルスウェード）
受注開始日2014年8月27日から9月30日
発売日：2014年10月24日(出荷発送)
ブランケット(あかり)
2012年、ダイエー系らんらんらんど、パロ限定で排出されていた書き下ろしプロモーションカード「あかり」をブランケット化
寸法:w700×h1000、表面:スエード、裏面:フリース、加工:周囲バイアス加工
受注開始日2014年12月19日から2015年1月18日
発売日2015年2月上旬(出荷発送)
ブランケット(ミリア、沙羅)
2014年下半期でカードポイント交換用として贈られた書き下ろしプロモーションカード「ミリア」と「沙羅」をブランケット化
寸法:w700×h1000、表面:スエード、裏面:フリース、加工:周囲バイアス加工
受注開始日2015年12月17日から2016年2月29日
発売日2016年3月下旬(出荷発送)
タペストリー イリュージョンバージョン
第14弾イリュージョンレアカード(IR)の描きおろしカードになっているあかり、アルマの魔法服姿神バージョンをタペストリー2枚セット。
B2(縦728mm×横515mm)、生地：スウェード（ポリエステルスウェード）
受注開始日2015年4月2日から5月31日
発売日：2015年6月下旬(出荷発送)
タペストリー リカラーバージョン
2014年10月24日出荷販売された第10弾ミラクルレア(MR)と第13弾イリュージョンレア(IR)描きおろしカードのあかり、ミリア、沙羅の魔法服姿6年生バージョンを生地の変更により見やすくしたリカラーバージョンの商品で、更に第9弾のミラクルレア(MR)あかりミラクルジュエルマジックを新規に加えたタペストリー4枚セット。
B2(縦728mm×横515mm)、生地：非公表
受注開始日2015年10月13日から10月31日
発売日：2015年11月上旬(出荷発送)
タペストリー ウェディングスタイル
新最終弾のイリュージョンレアカード(IR)の描きおろしカードになっているあかり、ミリア、沙羅、アルマの他、同じく描きおろしミラクルレア（MR）の本作を除くシリーズヒロインのウェディングドレススタイルのタペストリーの全10種類で、セット受注販売の他、今回のみ単品受注も行われた。
B2(縦728mm×横515mm)、生地：スウェード（ポリエステルスウェード）
受注開始日2017年7月20日から8月24日
発売日：2017年9月下旬(出荷発送)

河島製作所
スマートフォンカバー、 ICパスケース
発売日：2015年1月15日
ケース素材にポリカーボネート樹脂仕様でプレミアムゴールド4種、プレミアムシルバー4種、計8種類のスマートフォンカバーとICパスケースの全16種類。
絵柄は、プレミアムゴールドは抱き枕カバーの私服、プレミアムシルバーはレンタル用DVDのジャケットを流用したもの
布ポスター、抱き枕カバーは伊部による新規書き下ろし仕様。